# Frank Zappa

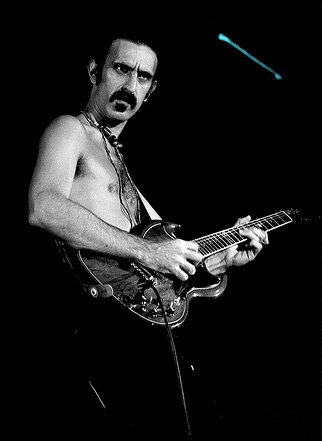
Frank Zappa im Armadillo World Headquarters (Austin, Texas, 13. September 1977)

Frank Vincent Zappa (Anhörenⓘ) (* 21. Dezember 1940 in Baltimore, Maryland; † 4. Dezember 1993 in Laurel Canyon, Los Angeles) war ein US-amerikanischer Musiker und Komponist. Er veröffentlichte zu Lebzeiten 62 Musikalben. Zappa wurde in die Rock and Roll Hall of Fame aufgenommen und erhielt zwei Grammy Awards.

## Wirken
Zappa hat die Rockmusik erheblich beeinflusst, sowohl durch seine von Stilanleihen und rhythmischer Vielfalt geprägten Kompositionen als auch durch seine Texte. Diese nahmen Bezug auf Popkultur und Zeitgeschehen und waren oft satirisch oder auch dadaistisch-absurd geprägt. Zappa betätigte sich auch als Musikproduzent und Filmregisseur und komponierte orchestrale Stücke. Sein Hauptinstrument war die E-Gitarre, er war aber auch oft als Sänger zu hören und spielte Schlagzeug, E-Bass und Keyboard. Charakteristisch für Zappa waren seine mitunter in größeren dramaturgischen Zusammenhängen gestalteten Bühnenshows, seine (Musik-)Filme, die als Vorbild für die Bildästhetik des Musikfernsehens gesehen werden können, sowie sein Wirken als autarker Musikproduzent, der alle Schritte der Produktentstehung steuerte und beeinflusste.

## Leben
Frank Zappa wurde am 21. Dezember 1940 in Baltimore als erstes Kind des sizilianischen Einwanderers Francis Zappa und dessen Frau Rose Marie Colimore geboren. Seine Mutter stammte von einer neapolitanischen Einwandererfamilie ab. Er hatte zwei Brüder und eine Schwester sowie eine Halbschwester aus der ersten Ehe seines Vaters. Sein Vater war zunächst während des Studiums Inhaber eines Friseurladens, dann arbeitete er als Geschichtslehrer und sattelte schließlich als Ingenieur und Metallurge für Lockheed und Convair in Maryland und Florida um und wirkte an verschiedenen Einsatzorten für das amerikanische Verteidigungsministerium, weshalb die Familie oft umziehen musste. Während der Jahre an der Ostküste litt Frank immer wieder an schweren Erkältungen und Asthma. Dies bewog die Eltern, im Dezember 1951 an die klimatisch günstigere Westküste umzuziehen, zunächst nach Monterey.
Bis zu seinem Highschool-Abschluss im Jahr 1958 hatte Zappas Familie acht Mal den Wohnort gewechselt. Zappas Schulausbildung erfolgte an drei Highschools und drei Colleges. Die wiederholten Umzüge und die ständigen Krankheiten in Zappas jungen Jahren beeinflussten seine Persönlichkeitsentwicklung. Er wird als jemand beschrieben, der nur schwer Freundschaften schließen konnte und galt als Eigenbrötler und Workaholic. Er zog sich vor allem auf sich selbst zurück und ging seinen künstlerischen Neigungen nach. Der grafisch talentierte Schüler gewann zwei Gestaltungspreise, seine ersten Kompositionen entstanden in dieser Zeit. An der Highschool durfte Zappa das Schulorchester dirigieren, als Collegestudent schrieb er die Musik für einen Hollywood-Film.
Nachdem er das Musikstudium nach einem Semester abgebrochen hatte, beschäftigte er sich zunächst mit Grafik und Musik. Am College lernte er Kay Sherman kennen; das Paar heiratete am 28. Dezember 1960 und wohnte östlich von Los Angeles in Ontario. Beide waren berufstätig, sie als Banksekretärin, er unter anderem als Gestalter von Grußkarten, Handelsvertreter für Enzyklopädien und Schmuck und als Angestellter einer Werbeagentur. Dann wandte er sich mehr und mehr der Musik zu. Ab 1961 arbeitete er im Pal Recording Studio in Cucamonga, außerdem spielte er in unterschiedlichen Bands. Die Ehe mit Sherman hielt nicht lange und blieb kinderlos. Das Paar wurde Anfang 1964 geschieden.
Für das Verständnis einiger seiner Texte ist ein Zwischenfall bedeutsam, der sich im Frühjahr 1965 im Studio Z zugetragen hat, dem ehemaligen Pal Recording Studio, in dem Zappa inzwischen wohnte. Für die akustische Untermalung eines „Herrenabends“ sollte er ein Tonband mit Geräuschen sexueller Aktivitäten produzieren. Zappa und seine damalige Freundin setzten sich vor die Studiomikrofone und erledigten den Auftrag. Beide wurden einige Tage später bei der Übergabe des Bandes verhaftet – der Auftraggeber entpuppte sich als Detective Sergeant der Bezirkspolizei. Zappa wurde wegen „Verschwörung zur Pornografie“ zu sechs Monaten Haft verurteilt. Zehn Tage Haft musste er absitzen, die Reststrafe wurde auf drei Jahre zur Bewährung ausgesetzt. Der Rockjournalist Barry Miles beschreibt die für Zappa bedeutsame Episode ausführlich und schlussfolgert: „Zelle C war ein Trauma fürs Leben, und in mancherlei Hinsicht war er den Rest seiner Karriere damit beschäftigt, sein pornografisches Tonband Amerika in den Rachen zu stopfen, immer und immer wieder. Er würde den Amerikanern schon zeigen, wie ihr Land wirklich war.“
Im Sommer 1966 lernte Zappa Adelaide Gail Sloatman kennen, die als Assistentin von Elmer Valentine arbeitete, dem Besitzer der Clubs Whisky a Go-Go und Trip in Los Angeles. Im September 1967 – wenige Tage vor der ersten Europatournee seiner Band Mothers of Invention – heiratete Zappa seine hochschwangere Freundin. Noch während die Band in Skandinavien unterwegs war, wurde Tochter Moon geboren.
Im Frühjahr und Sommer 1968 wohnte er in einer Blockhütte im Laurel Canyon, 2401 Laurel Canyon Boulevard, und erwarb dann für seine wachsende Familie ein in der Nähe gelegenes Haus mit Grundstück, 7885 Woodrow Wilson Drive, wo er bis zu seinem Tod lebte. Dort wurden auch die Söhne Dweezil (1969), Ahmet (1974) und die Tochter Diva (1979) geboren.
Im Dezember 1971 wurde Zappa bei einem Auftritt in London von einem Fan von der Bühne gestoßen; danach litt er sein Leben lang an chronischen Rückenschmerzen. Er hatte ein Loch im Hinterkopf und ein gebrochenes Bein. Bei dem Sturz war auch Zappas Kehlkopf in Mitleidenschaft gezogen worden; es wird vermutet, dass dies der Grund war, dass er später mit tieferer und heiserer Stimme sang.
Von kürzeren Aufenthalten in New York (März 1967 bis Mai 1968)  und London (Dezember 1970 bis April 1971)  abgesehen, lebte Frank Zappa ab Mitte 1965 in den nördlichen Stadtbezirken von Los Angeles. Ende der 1970er Jahre entschloss er sich, neben seinem Wohnhaus das Tonstudio Utility Muffin Research Kitchen bauen zu lassen, das am 1. September 1979 den Betrieb aufnahm. Damit unterlag die Veröffentlichung seiner Musik – einschließlich Produktion und Vertrieb – fast vollständig seiner Kontrolle.
Im November 1991 wurde bekannt, dass Zappa an Prostatakrebs erkrankt war, wobei sich die Erkrankung zum Diagnosezeitpunkt schon in weit fortgeschrittenem Stadium befand. Zappa starb am 4. Dezember 1993 mit 52 Jahren und wurde in einem anonymen Grab auf dem Friedhof Westwood Village Memorial Park Cemetery in Los Angeles beigesetzt, nur wenige Meter von Roy Orbison entfernt.

## Musikalischer Werdegang

### Prägung
Seine erste Schallplatte erhielt Zappa als Geschenk zu seinem siebten Geburtstag: All I want for Christmas Is My Two Front Teeth von Spike Jones and his City Slickers. Dessen Art, Humor mit Musik zu verbinden, hatte einen nachhaltigen Einfluss nicht nur auf Zappas Kompositionen, sondern auch darauf, wie er seine Livekonzerte gestaltete. Zu Zappas frühen musikalischen Einflüssen zählt auch arabische Musik. Er sagte: „Irgendwo hörte ich das und war sofort begeistert.“ Im Radio hörte er als 13-Jähriger Gee von den Crows und „I“ von den Velvets. Der erste Tonträger, den sich Zappa selbst kaufte, war die 78er-Schallplatte Riot in Cell Block Number 9 (von 1954) von den Robins. Zappa selbst nannte die frühe Rhythm-and-Blues-Musik einen „Haupteinfluss – und vielleicht das, was mir wirklich die Ohren öffnete“. Die Zuneigung zur Doo-Wop-Musik der frühen 1950er Jahre findet sich über seine gesamte Schaffenszeit hinweg in etlichen Kompositionen wieder.
Eine wichtige Begegnung mit Orchestermusik hatte Zappa, als er in den frühen 1950er Jahren seine erste Langspielplatte gebraucht kaufte. Er war durch einen Zeitungsartikel auf sie aufmerksam geworden und hatte schon länger nach ihr gesucht: The Complete Works of Edgar Varèse, Vol. 1, eingespielt vom New York Wind Ensemble und dem Juilliard Percussion Quartet. Besonders angetan hatte es ihm Ionisation – ein Stück für 13 Schlagzeuger und einen Pianisten. Er war von den Kompositionen so begeistert, dass er sich zum 15. Geburtstag ein Ferngespräch mit Varèse wünschte. In den Fußnoten auf der Varèse-Plattenhülle wurden auch die Komponisten Béla Bartók, Igor Strawinsky und Anton Webern genannt. Zappa begann umgehend, sich nach Aufnahmen mit Werken dieser Vertreter der Neuen Musik umzusehen. Varèses Texturschichtungen und Collagen, seine Experimente mit Geräuschen, Stimmen, Tonbändern, Elektronik und Perkussion, und auch das Provokationspotenzial seiner Musik haben Zappa, so Musikwissenschaftler Hans-Jürgen Schaal, tief beeindruckt.
Der junge Zappa war von der Musikdarstellung in Form von Noten fasziniert. Das war ein wichtiger Antrieb für ihn, selbst zu komponieren, aber auch eine Erklärung für den Stil mancher seiner Kompositionen. Sein Biograf Barry Miles zitiert ihn zunächst mit den Worten: „Ich mag es einfach, wie Noten auf dem Papier aussehen“; er ergänzt diesen Satz um ein weiteres Zitat, in dem Zappa über seine frühen Kompositionen sagte: „Ich hatte nicht den leisesten beknackten Schimmer, wie es klingen würde.“
Als Gitarrist wurde Zappa von Rhythm-and-Blues-Gitarristen wie Johnny „Guitar“ Watson, Clarence „Gatemouth“ Brown, Eddie Jones und Matt Murphy beeinflusst. Im Begleittext zu seinem ersten Album Freak Out! nannte er außerdem, neben anderen, Howlin’ Wolf und John Lee Hooker.

### Erste Schritte

#### Ausbildung
In der Schule lernte Zappa ab 1951 Schlagzeug – zunächst auf „Brettern“. Später spielte er im Schulorchester die Trommel. Während eines Wettbewerbs an der CA Keith McKillop’s Monterey Summer Percussion School entstand 1953 seine erste Komposition Mice – ein Solo für Snaredrum. Ab 1956 besuchte er die Antelope Valley High School in Lancaster. Zu den frühesten Zappa-Kompositionen, die je aufgeführt wurden, gehören die Stücke A Pound for a Brown (On the Bus) und Sleeping in a Jar, beide Teile eines Streichquartetts, das Zappa 1958 spielen ließ, als sein Musiklehrer ihm erlaubte, die Antelope Valley High School Big Band zu dirigieren.
Im Oktober 1958 wechselte Zappa zum Antelope Valley College in Lancaster, wo er Donald Vliet alias Captain Beefheart kennenlernte. Etwa zu dieser Zeit brachte er sich selbst bei, Gitarre zu spielen. Das Stück Lost in a Whirlpool (erstmals 1996 veröffentlicht auf dem Album The Lost Episodes) wurde im Winter 1958/59 in einem leeren Klassenzimmer des Colleges aufgenommen und ist die früheste Aufnahme, auf der Zappa als Gitarrist zu hören ist. Um Harmonielehre und Komposition zu studieren, schrieb sich Zappa im Frühjahr 1960 am Chaffee Junior College in Alta Loma ein. Nach etwas mehr als einem Semester hörte er wieder auf, weil er nach Ansicht von Barry Miles sein Ziel erreicht hatte: „Er verstand nun die Grundlagen der Musik.“ Zappa belegte noch einmal im Jahr 1961 Vorlesungen im Fach Komposition am Pomona College in Claremont.

#### Frühe Bands und Projekte
1955 trat Zappa als Schlagzeuger der R&B-Band The Ramblers an der Highschool in San Diego bei, woraufhin ihm seine Eltern sein erstes Schlagzeug kauften. Nach zwei Umzügen seiner Familie gründete Zappa 1957 in Lancaster die R&B-Gruppe The Black-Outs, in der unter anderem Jim „Motorhead“ Sherwood mitspielte. Nach Zappas Ausstieg im Jahr 1958 nannte sich die Gruppe The Omens. Außerdem spielte er in der Antelope Valley High School Big Band mit. Das Quartett The Boogie Men gründete Zappa im Frühjahr 1961, löste es aber kurze Zeit später wieder auf. Im Sommer 1961 hauchte Zappa den Black-Outs neues Leben ein, nur dass er dort jetzt Gitarre statt Schlagzeug spielte. Um Geld zu verdienen, war er außerdem Mitglied der Tanzkapelle Joe Perrino & The Mellotones.
Ab 1962 kümmerte sich Zappa vor allem um Studioprojekte. Mit Ray Collins absolvierte er 1963 einige Auftritte als Sin City Boys und als Loeb & Leopold. Außerdem gründete er die kurzlebige Gruppe The Soots, in der unter anderem Captain Beefheart mitspielte. Die Studioarbeit warf nicht die erhofften Erträge ab, daher gründete Zappa 1964 die Tanzband The Muthers. Außerdem war er Mitglied der Hausband in dem Club The Village Inn.
Zappa arbeitete in den ersten Jahren nicht nur als Musiker, sondern verfolgte auch andere Projekte: 1959 schrieb er die Musik für den Low-Budget-Film Run Home, Slow (1965, Regie: Ted Brenner). Aufgenommen wurde die Musik aber erst 1963. Der Film selbst hatte am 15. Dezember 1965 Kinopremiere. Ein weiteres Filmmusikprojekt, für das Zappa im Juni 1961 engagiert wurde, war der B-Film The World’s Greatest Sinner (1962, Regie: Timothy Carey).
Im November 1961 wurde Zappa für Paul Buff in dessen Pal Recording Studio tätig. Dort arbeitete er als Studiomusiker, Komponist, Tontechniker und Produzent mit etlichen Künstlern, die lokale Bedeutung besaßen, zusammen und nahm eine Vielzahl von Singles auf. Als Buff im Sommer 1964 den Auftrag erhielt, für ein anderes Tonstudio tätig zu werden, kaufte Zappa das Pal Studio und benannte es in Studio Z um. Als Perkussionist und mit eigenen Filmbeiträgen war Zappa im Mai 1962 an einem Multimedia-Experimental-Projekt von Don Preston beteiligt, der dazu unter anderem auch Bunk und Buzz Gardner um sich versammelt hatte.
Zappas Bestreben, im Musikgeschäft bekannt zu werden, verdeutlichen zwei Ereignisse des Jahres 1963. Im März trat er als Gast in der bekannten Steve Allen Show im Fernsehen auf und gab dort sein Concerto for Two Bicycles zum Besten. Dass Zappa bei Allen, einem bekannten Jazzmusiker, keine Gelegenheit erhielt, als junger Komponist ernst genommen zu werden, sondern stattdessen nur auftreten konnte, weil er eine dadaistische Avantgarde-Performance darbot, bezeichnet der Musikjournalist Hans-Jürgen Schaal als „überlegene Sozialsatire, aber auch erste Resignation“. Etwa zwei Monate später kam es am Mount St. Mary’s College in Los Angeles zu dem Konzert The Experimental Music of Frank Zappa, bei dem etliche Partituren Zappas von Studenten des Collegeorchesters gespielt wurden.
1964 suchte die Gruppe The Soul Giants einen neuen Gitarristen. Zappa stieg ein und avancierte schnell zum Bandleader. Die Gruppe – ihr gehörten zu diesem Zeitpunkt die beiden Gründer Roy Estrada als Bassist und der Schlagzeuger Jimmy Carl Black sowie Ray Collins als Sänger und David Coronado als Saxophonist an – benannte sich mehrfach um. Zunächst in Captain Glasspack & His Magic Mufflers, dann am Muttertag 1964 in The Mothers. Der zwischenzeitlich hinzugekommene Gitarrist Henry Vestine wurde im Frühjahr 1966 durch Elliot Ingber ersetzt. Am 1. März 1966 erhielten die Mothers einen Plattenvertrag, gingen kurz darauf ins Studio, um ihr erstes Album Freak Out! aufzunehmen. Bevor dieses erscheinen konnte, musste sich die Gruppe auf Druck des Tonträgerunternehmens in The Mothers of Invention umbenennen.

### The Mothers of Invention

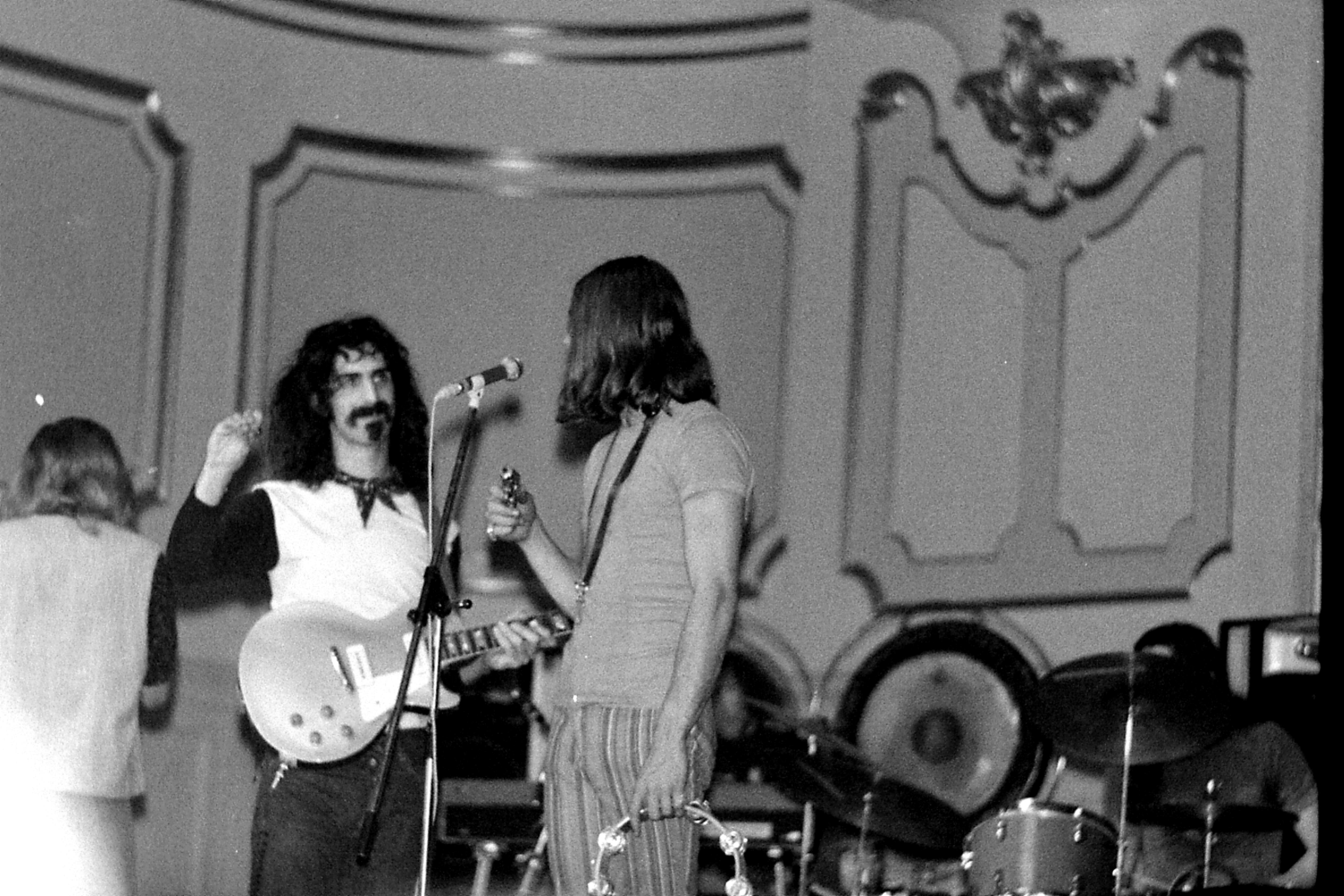
Zappa 1968 in der Hamburger Musikhalle

Die Mothers of Invention bestanden über einen Zeitraum von etwa zehn Jahren. In dieser Zeit war die Gruppe in 18 unterschiedlichen Besetzungen auf Tourneen zu sehen. Unter Berücksichtigung der „Hot Rats Band“ sowie der beiden verschieden besetzten Wazoo-Orchester waren es 21 Besetzungen, die allesamt jeweils nur für wenige Konzerte bestanden. Schon die fünfköpfige Urbesetzung wurde während der Studioaufnahmen für das Debütalbum von Dutzenden weiterer Musiker unterstützt. Überdies veränderte Zappa die Formation bereits nach wenigen Konzerten: Der Gitarrist Elliot Ingber musste gehen, Don Preston, Bunk Gardner, Ian Underwood, Billy Mundi und Jim „Motorhead“ Sherwood kamen hinzu. In der Vielzahl der Ensembles kristallisieren sich dennoch fünf Grundformationen heraus. Außer von Zappa hing das Spielvermögen der Livebands immer auch von den Fähigkeiten der für Zappas Musik wichtigen Rhythmusgruppe ab, und dort insbesondere vom Schlagzeuger.
Jimmy Carl Black war bis zum Herbst 1969 Schlagzeuger der ersten fünf Mothers-Formationen. Sein Spiel bot das Fundament, auf dem unter anderem Don Preston, Ian Underwood, Bunk Gardner und Zappa ihre musikalischen Experimente und ausgedehnten Improvisationen aufbauen konnten. Zusammengehalten wurden die für diese Mothers-Epoche typischen ausgedehnten, freien Musik- und Musiktheaterteile durch den von Zappa locker gesetzten kompositorischen Rahmen. Bezeichnend für diese Phase sind die Mothers-Auftritte im New Yorker Garrick Theatre, wo die Band vom 23. März bis zum 5. September 1967 mit kurzen Unterbrechungen wochentags zweimal, an den Wochenendtagen dreimal das Rockmusical Pigs & Repugnant (Schweine und Widerlinge) aufführte. Die Theaterperformance nach Happening-Art bot allerlei Scheußlichkeiten, derben Humor, gesellschaftskritische Seitenhiebe, Musikparodien und vieles mehr – unter anderem im Juli 1967 einen Gastauftritt von Jimi Hendrix. Für manche Kritiker waren die Shows nichts als „heiße Luft“, für andere dagegen „brillant bis großartig-fantastisch“.
Freak Out!, das erste Album, das die Mothers of Invention 1966 veröffentlichten, war gleich ein aufwändig mit Begleittext versehenes Doppelalbum. Der Musikkritiker Mike Fish bezeichnet es als „eines der blendendsten Debüts“: Die Platte enthält Satire und politische Kritik genauso wie Bezüge zum Doo Wop und zum Rhythm and Blues sowie autobiografische Referenzen. Eine ganze Langspielplattenseite verwendete Zappa auf eine perkussive Improvisation, gemischt mit Textkollagen und unartikulierten Lauten. Das 1968 erschienene Album We’re Only in It for the Money wurde als „erbarmungslose dunkle, wütende und düstere Antwort auf Sergeant Pepper“ bezeichnet und zeigt deutlich Zappas Rolle als Teil der Gegenkultur. Falsche Hippies werden parodiert, auch die Erschießung protestierender Jugendlicher durch die Polizei wird Thema. Im September 1968 traten Zappa und die Mothers of Invention zum ersten Mal vor einem deutschen Publikum bei den Internationalen Essener Songtagen auf.
Nachdem im April 1969 auf dem Mothers-Album Uncle Meat schon Jazzrock-Passagen aufgetaucht waren, löste Zappa die Mothers im August auf und veröffentlichte ohne sie (abgesehen von Ian Underwood) im Oktober das Album Hot Rats. Es gilt als eines der ersten Jazzrock-Alben überhaupt.

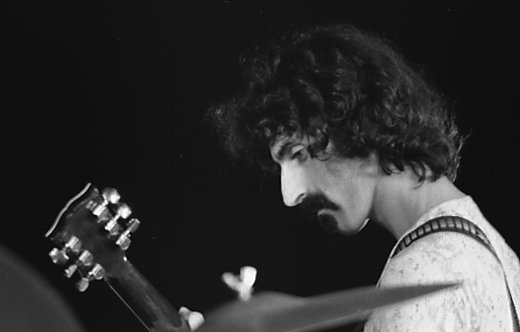
Frank Zappa (Theatre de Clichy, Paris, 1971)

Mit 200 Motels stellte Zappa ein viersätziges Werk für Orchester und Rockband als Beitrag für das Musikfestival Contempo ’70 an der University of California zusammen. Es wurde am 15. Mai 1970 im Pauley Pavilion uraufgeführt. Mitwirkende waren die Mothers und das Los Angeles Philharmonic Orchestra, dirigiert von Zubin Mehta. Aus Kostengründen wurden nur die Sätze eins, drei und vier dieses Werkes gespielt, mit dem Zappa ausprobieren wollte, „wie die Musik klingt, die ich in Motels [Anm.: während der Tourneen der Vorjahre] geschrieben habe“. Als Schlagzeuger wirkte an diesem Projekt der von der Rockmusik her kommende britische Schlagzeuger Aynsley Dunbar mit. In der Folge gehörte er den Mothers-Formationen sechs bis neun an. Die Musik wurde insgesamt straffer und rockiger.  Als mit Bandversion Nr. 7 auch die ehemaligen Turtles-Leadsänger Mark Volman und Howard Kaylan zu den Mothers stießen, begann die Mothers-Epoche, die als „Vaudeville-Band“ bekannt wurde. Die Bühnenshows bis Ende 1971 waren auf das darstellerische und satirische Vermögen dieser beiden versierten Frontleute zugeschnitten.
Zwei Zwischenfälle beendeten diese Mothers-Phase: Am 4. Dezember 1971 brach bei einem Konzert der Band im Casino Barrière in Montreux ein Brand aus, bei dem die gesamte Musikanlage der Band vernichtet wurde – das Deep-Purple-Stück Smoke on the Water erzählt davon. Wenige Tage später, am 10. Dezember, wurde Zappa bei einem Konzert im Rainbow Theatre in London von einem Besucher von der Bühne in den Orchestergraben gestoßen. Dabei wurde er so schwer verletzt, dass er neun Monate im Rollstuhl verbringen musste. In der Folge war eines seiner Beine verkürzt (das Lied Dancing Fool vom Album Sheik Yerbouti enthält eine Referenz auf diesen Umstand), und auch seine Stimme klang um eine Terz tiefer. Zappa musste die Konzerttournee abbrechen und die Band auflösen.
Zappa verwirklichte 1972, zunächst noch im Rollstuhl sitzend, zwei weitere Soloprojekte: Waka/Jawaka und The Grand Wazoo. Erneut wandte er sich dem Jazz zu, von dem er einmal sagte: „Jazz is not dead, it just smells funny.“ (Jazz ist nicht tot, er riecht nur eigenartig). Zappa stellte dieses ausgedehnte Jazzrock-Projekt, an dem auf der Bühne 20 Musiker mitwirkten, während einer zweiwöchigen USA- und Europatournee vor. Anschließend wurde die Tournee mit halber Besetzung („Petit Wazoo“) weitere sechs Wochen in Amerika fortgesetzt.
Ab Februar 1973 war Ralph Humphrey (Band Nr. 10 bis 14), ab Oktober 1973 auch Chester Thompson (Band Nr. 12 bis 16) Schlagzeuger der Mothers. Mit dem Geiger Jean-Luc Ponty, dem Keyboarder George Duke, der Perkussionistin Ruth Underwood und dem Trompeter Sal Marquez wirkten zu dieser Zeit einige vielseitig begabte Musiker in der Gruppe mit. Dies ermöglichte es Zappa, sich Musik ganz anders als bisher zu nähern. In zugänglichem Ton, aber nicht ohne zappatypische Ingredienzen, verschmolz er kunstfertig komplexe Jazzrock-Arrangements, Funk und andere Musikstile zu kompakten, nur drei bis sechs Minuten langen Liedern: Das Album Over-Nite Sensation zeigt eine „virtuose außergewöhnliche Band“, die allerdings in den Augen eines Kritikers kontrastiert wird von „schorfigen, pornografischen Texten“. Das darauf folgende Album Apostrophe (’), das als Nonsens-Themenalbum über einen Eskimo im Juni 1974 Platz 10 der Billboard-Charts erreichte, wurde von dem Label DiscReet Records, das Zappa mitbegründete, herausgegeben.
Letzter Schlagzeuger der Mothers (Nr. 17 und 18) war Terry Bozzio, der ab der USA-Tournee im Frühjahr 1975 dabei war. Für die Welttournee, die im Herbst 1975 begann und bis ins Frühjahr 1976 dauerte, baute Zappa die Mothers ein letztes Mal um: Dem zum Quintett geschrumpften Ensemble gehörten neben Zappa und Bozzio der Sänger und Saxofonist Napoleon Murphy Brock, der Keyboarder André Lewis sowie mit dem Bassisten Roy Estrada ein Mitglied der ersten Mothers-Formation an.

### Die Zappa-Bands

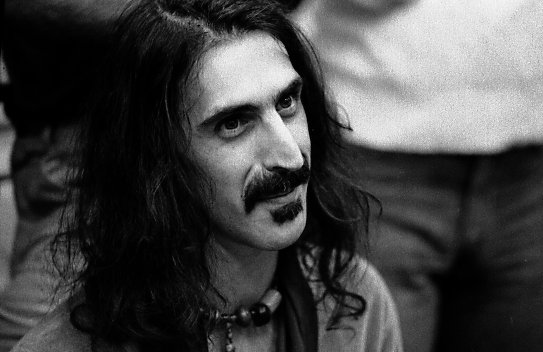
Frank Zappa (Toronto, 24. September 1977)

Nach Auflösen der Mothers kam es zu Auseinandersetzungen zwischen Zappa und Herb Cohen. Zappa hatte den langjährigen Manager entlassen, der daraufhin die Auslieferung des Albums Zoot Allures verzögerte. Um weiteren Schwierigkeiten mit Cohen aus dem Weg zu gehen, verzichtete Zappa auf den Gruppennamen The Mothers of Invention und trat fortan nur noch unter eigenem Namen auf.
Bis auf Schlagzeuger Terry Bozzio tauschte Zappa das Personal für seine erste Band nach der Mothers-Ära komplett aus. Zur Besetzung der USA- und Kanadatournee im Herbst 1976 gehörten der Gitarrist und Sänger Ray White, die Sängerin und Keyboarderin Lady Bianca (alias Bianca Odin, alias Bianca Thornton), der Keyboarder und Geiger Eddie Jobson sowie der Bassist Patrick O’Hearn. Die im Frühjahr 1977 folgende Europatournee fand ohne Lady Bianca statt. An der Nordamerikatournee Ende 1977 und der Europatournee im Frühjahr 1978 nahm Eddie Jobson nicht mehr teil, dafür waren neben den Keyboardern Tommy Mars und Peter Wolf auch der Gitarrist und Sänger Adrian Belew und der Perkussionist Ed Mann hinzugekommen.

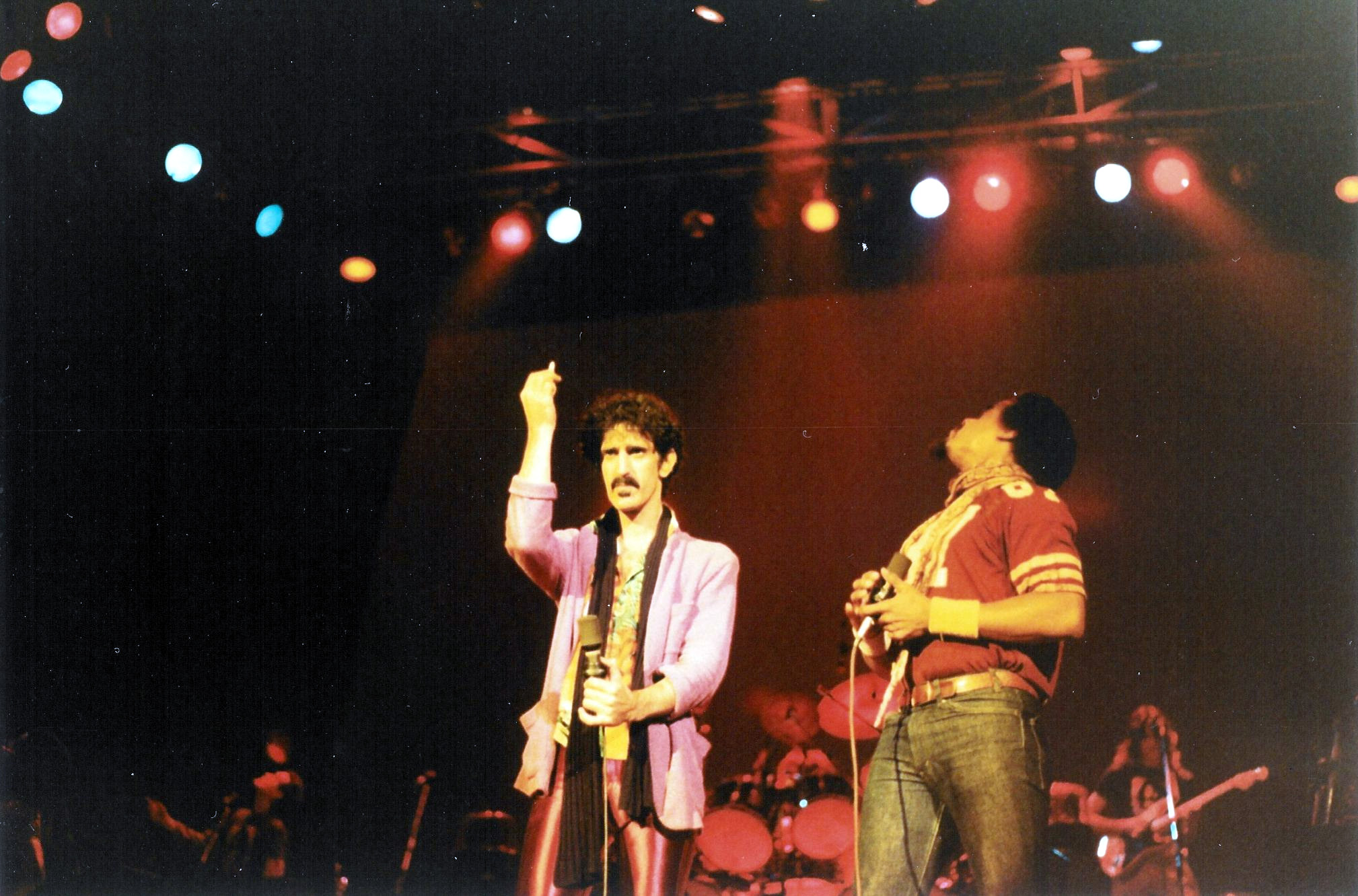
Frank Zappa und Ike Willis (Buffalo, 25. Oktober 1980)

Vinnie Colaiuta war Schlagzeuger der Zappa-Band Nummer vier, die im Herbst 1978 auf Bühnen in Europa und Nordamerika auftrat. Terry Bozzio, Ray White und Adrian Belew waren gegangen. Neu dabei waren der Sänger und Gitarrist Ike Willis, der Slide-Gitarrist Denny Walley sowie der Bassist Arthur Barrow. Für die Europatournee des Frühjahres 1979 stieß Warren Cuccurullo zu dieser Gruppe. Ein Jahr später gehörte Peter Wolf nicht mehr dazu, Vinnie Colaiuta legte eine Tourneepause ein. Letzteren ersetzte Zappa in seiner Band Nummer sechs für die USA-Europa-Tournee im Frühjahr 1980 durch den Schlagzeuger David Logeman. Außerdem war Ray White wieder dabei.
1980 gelang Zappa auch mit Bobby Brown Goes Down (Album Sheik Yerbouti) ein Top-Ten-Hit (Platz 4 in den deutschen Charts), mit dem er nicht nur in Deutschland einem breiteren Publikum bekannt wurde. Dieses Stück erreichte 1995 noch einmal Platz 32.
Zur Wintertournee 1980 war Colaiuta zurückgekehrt, Band Nummer sieben gehörten außerdem der Gitarrist Steve Vai sowie der Keyboarder, Trompeter und Sänger Bob Harris an.
Das Fundament für die letzten drei Zappa-Bands bildeten der Schlagzeuger Chad Wackerman sowie der Bassist Scott Thunes, die Vinnie Colaiuta und Arthur Barrow seit der Herbsttournee 1981 durch Amerika abgelöst hatten. An die Stelle von Bob Harris trat in Band Nummer 8 der Keyboarder, Saxophonist und Sänger Bobby Martin. Für die vom Sommer bis zum Winter 1984 andauernde Tournee durch Nordamerika und Europa veränderte sich die Besetzung der neunten Band kaum. Mit Napoleon Murphy Brock gab ein ehemaliges Mothers-Mitglied ein gerade zweiwöchiges Gastspiel. Der Keyboarder Allan Zavod ersetzte Tommy Mars. Im Februar 1988 ging zum letzten Mal eine Zappa-Band auf Tournee, die bis zum Juni des Jahres durch Nordamerika und Europa führte. Zappa hatte sein zehntes Ensemble erheblich verstärkt und zu einer Rockgruppe mit Bigbandqualitäten ausgebaut. Zur zwölfköpfigen Band gehörten außer Zappa, Willis, Thunes, Wackerman und Martin auch der Gitarrist, Keyboarder und Sänger Mike Keneally, der Perkussionist Ed Mann, der Trompeter Walt Fowler, der Posaunist Bruce Fowler sowie die Saxophonisten Paul Carman, Albert Wing und Kurt McGettrick.

### Orchestermusik

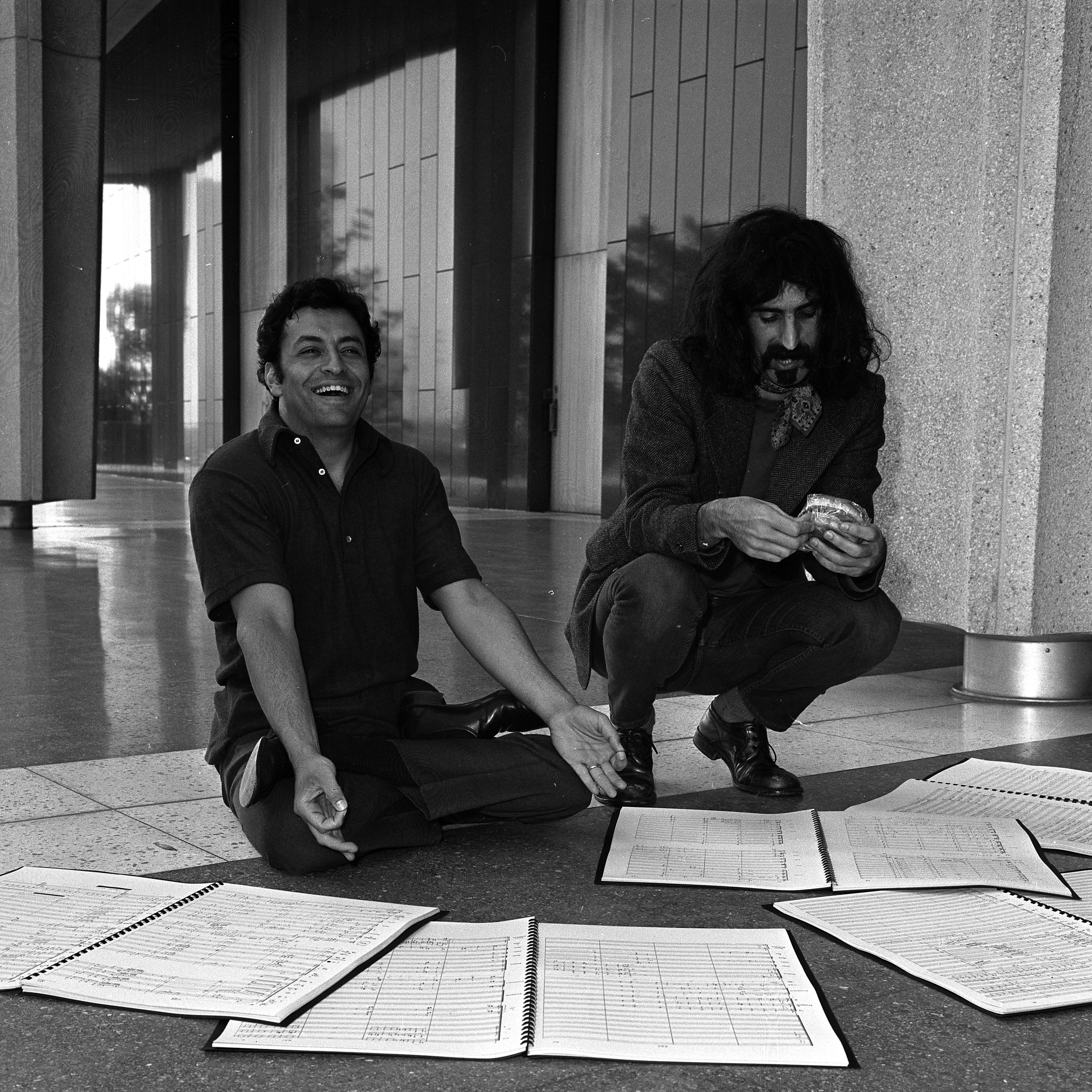
Zappa mit dem Dirigenten Zubin Mehta (1970)

Bereits vor seiner Rockkarriere hatte Zappa Stücke für Sinfonieorchester geschrieben. Die erste Aufführung fand 1963 am St. Mary’s College, Los Angeles, statt und wurde vom Hörfunksender KPFK ausgestrahlt. 1967 nahm er neben Aufnahmen mit den Mothers das für ein 40-köpfiges Orchester komponierte Album Lumpy Gravy auf und veröffentlichte es 1968 als sein erstes Soloalbum, laut Cover mit dem „Abnuceals Emuukha Electric Symphony Orchestra & Chorus“. Nachdem Zappa 1971 für das Album und den gleichnamigen Film 200 Motels mit dem Royal Philharmonic Orchestra zusammengearbeitet hatte, veröffentlichte er im Jahr 1979 das rein orchestrale Album Orchestral Favorites; wiederum trägt das hier beteiligte Orchester den Namen „Abnuceals Emuukha Electric Symphony Orchestra“ – es handelt sich jedoch zum Teil um andere Musiker als 1967. Aufnahmen mit dem London Symphony Orchestra (Dirigent: Kent Nagano) erschienen 1983 und 1987. An diesen Aufnahmen war neuartig, dass die Instrumente mit jeweils eigenen Mikrofonen einzeln abgenommen wurden, was Zappa ein nachträgliches Mischen und begrenzt nachträgliche Korrekturen erlaubte. In dem Begleittext zur zweiten Platte beklagte Zappa die „menschlichen Eigenarten“ der „mit falschen Tönen und verstimmten Passagen“ infizierten Aufnahme. Auch Kooperationen mit Pierre Boulez führten nicht zu großem Erfolg. Kurz vor seinem Tod fand Frank Zappa mit dem Ensemble Modern einen Klangkörper, der seine Orchesterkompositionen erfolgreich und mit großer technischer Präzision aufführte. Frank Zappas Orchesterwerk The Yellow Shark wurde im September 1992 vom Ensemble Modern in Frankfurt am Main im Beisein und zum Teil unter der musikalischen Leitung des Komponisten uraufgeführt. Die Begleitung der Tournee musste er jedoch wegen seiner fortschreitenden Prostatakrebserkrankung abbrechen.

### Arbeit mit dem Synclavier
Zappa erwarb 1982 ein Synclavier, einen Synthesizer mit Sampling-Modul. Es ermöglichte ihm das komfortable Eingeben auch komplexer Notensätze über Klaviatur oder Tastatur. Diese eingegebenen Stücke konnten dann bearbeitet, gespeichert und schließlich abgespielt oder als Noten ausgedruckt werden. Zappa schätzte am Synclavier die hohe Präzision der Wiedergabe ohne die bei Musikern zuweilen auftretenden Ermüdungserscheinungen. Als Nachteil sah Zappa den hohen Aufwand zur Programmierung von musikalischem Ausdruck und im Vergleich zur Arbeit mit Musikern das Fehlen von Improvisation und Spontaneität. Zappa nutzte die elektronischen Eingabemöglichkeiten, seine Kompositionen entstanden direkt am Gerät.
Zappa bemerkte in Bezug auf die Kosten des Geräts, dass das Synclavier nur halb so teuer gewesen sei wie die Einspielungen mit dem London Symphony Orchestra, und dass er die Möglichkeit sehr schätze, seine Kompositionen noch im Entstehen jederzeit abspielen zu können, ohne dafür fest angestellte Musiker vorhalten und bezahlen zu müssen. Zappa arbeitete in den 1980er-Jahren gleichzeitig an 250 bis 300 Kompositionen und überarbeitete diese, wenn sich aufgrund technischen Ausbaus die Möglichkeiten seines Synclaviers erweiterten. Auf dem Album Boulez Conducts Zappa: The Perfect Stranger vom August 1984 war das Synclavier erstmals – gemeinsam mit Orchestermusik, die von Pierre Boulez dirigiert wurde – auf einer CD zu hören. Nach Barry Miles klingen die elektronisch am Synclavier erzeugten Stücke gegenüber den vom Ensemble intercontemporain eingespielten „mechanisch“ und das Album sei insgesamt „seltsam unausgewogen“. Die drei Monate später von Zappa veröffentlichte Synclavier-Einspielung Francesco Zappa bestand aus mehreren historischen Stücken des Komponisten Francesco Zappa und war rein elektronisch instrumentiert.
Das Album Jazz from Hell, erschienen im November 1986, bestand vornehmlich aus Stücken, die mit dem Synclavier aufgenommen worden waren. Barry Miles bemerkt, dass das Schlagzeug sich mechanisch wiederhole, die langen Töne nicht ausklängen und das Vibrato der Töne misslungen sei. Ben Watson hingegen sieht in dem Album eine „wunderbare Demonstration von Zappas fortgesetzter Fähigkeit, Melodien zu komponieren“. Zappas „surrealistisches Ohr für Klangfülle“ mache eine Melodie weniger zu einer Notenfolge auf dem Papier, sondern zu einer Möglichkeit, die in den, wie Zappa es nannte, Aromen der Instrumente gebundenen „sozialsatirischen Energien“ zu erkennen. Das Album erhielt einen Grammy Award als Best Rock Instrumental Performance (Orchestra Group or Solist).
Für das Projekt The Yellow Shark nutzte Zappa das Synclavier auch, um die Partituren zu erzeugen.

## Musik
Zappas Kompositionen sind aufgrund einer Reihe unterschiedlicher Merkmale unverwechselbar. Die collagehafte und oft hoch komplexe Kompositionstechnik, die rhythmische Vielfalt der Kompositionen, die Stil-Anleihen in vielen Bereichen der E- und U-Musik, die immer wieder eingeflochtenen Musikzitate, das ironische und satirische Ausmaß in Musik und Text, die ausgeklügelten Arrangements – all das geht „über den engen Umkreis des als rocktypisch definierten Formenvorrats“ hinaus. Dabei montierte Zappa die verschiedenen Elemente in einen für ihn typischen Zusammenhang. Zappas Musikkonzept ist weiter gefasst als das im Rockgenre üblicherweise gebotene. Er komponierte und arrangierte nicht nur für die Rockband (auch wenn diese Arbeiten in seinem Gesamtwerk den größten Anteil haben), sondern auch für die jazzorientierte Big Band und für unterschiedlich zusammengestellte Orchester verschiedener Besetzungsstärke vom Kammerorchester bis hin zum Symphonieorchester.
Dabei war Zappa offen für Einflüsse jedweder Art, machte Anleihen in den „unterschiedlichsten Formen und Stoffen“, benutzte wie selbstverständlich Elemente unterschiedlichster Stilrichtungen und Gattungen.
Trotz aller Verschiedenheit in den Arbeiten beispielsweise eines Edgar Varèse einerseits und den Liedern von R&B-Gruppen wie die Robins andererseits hielt Zappa beides für gute Musik; für ihn schien „die Seele aus der gleichen universellen Quelle zu kommen“. Ob Doo-Wop-Schlager oder Strawinsky-Strenge, bodenständiger Rhythm & Blues oder ausgelassener Spike-Jones-Klamauk, ob ungarische Folklore oder krachender Hardrock, minimalistische John-Cage-Klänge oder wilder Free Jazz – das alles und noch vieles mehr verband Zappa mit Humor und Ironie zu Kompositionen, deren Anliegen Volker Rebell darin sieht, „eingefahrene Hörgewohnheiten zu attackieren und zu verunsichern“. Zappa hatte für seine Arbeitsweise allerlei Fürsprecher – im popmusikalischen Sektor sowieso, aber auch im Bereich der zeitgenössischen Musik, wovon die gemeinsamen Projekte mit Zubin Mehta, Pierre Boulez oder Kent Nagano Zeugnis ablegen. Im Auftrag des Kronos Quartetts und des Aspen Bläserquintetts entstanden Kompositionen, mit dem Ensemble Modern studierte er im Rahmen des Projektes The Yellow Shark noch kurz vor seinem Tod 19 Kompositionen bis zur Aufführungsreife ein. Die posthum erschienene Zusammenstellung Strictly Genteel führt in Zappas Orchester-Œuvre ein. Der deutsche Musikkritiker Hans-Jürgen Schaal kommentierte diesen Werksausschnitt so: „Wir begegnen hier dem Vater von Punk und Postmoderne in Personalunion.“

### Einflüsse der klassischen Moderne
Barry Miles verweist auf Einflüsse von Edgar Varèse in Zappas Werken: „Die Verwendung von Klangblöcken, das Primat von Klangfarbe gegenüber Tonlage sowie variierende Taktzahlen, all das sind Kennzeichen von Varèses Schaffen“. Auch Hans-Jürgen Schaal verweist auf die Vorbildrolle moderner Komponisten: „Was [Zappa] an Varèse und Strawinsky inspirierte – Klangblöcke und Elektronik, komplexe Taktzahlen und metrische Verschiebungen, Geräuschfarben und seltsame harmonische Fortschreibungen –, das mutete er auch seiner Rockband und dem Publikum zu“. Schaal führt die für Zappa typischen „rhythmischen Kapriolen“, seine „bizarren Marschthemen“ und abrupten Tempowechsel auf den deutlichen Einfluss Strawinskys zurück, der sich bereits in den frühen Werken der Mothers of Invention zeigt und sich teilweise auch als direktes Musikzitat in einzelnen Stücken nachweisen lässt, etwa in Duke of Prunes (Album Absolutely Free).Der Soziologe Ronald Hitzler sieht allgemein in Zappas Komponieren eine „Umsetzung der antipuristischen, materialreichen und ‚konstruktiven‘ Auffassung Strawinskys auf die aktuelle musikalische Gesamtszene“.

### Collage, Zitat und Parodie
Auffällig ist Zappas collagenhafte Kompositionstechnik, bei der er seine Stücke in wochenlanger Detailarbeit mit musikalischen Schnipseln, Geräuschen oder Interview-Material durchsetzte. Rasend vorgetragene, auskomponierte Passagen lösen sich in zerbrechlich-wehmütigem Melodie-Wohlklang auf, der von mehreren gleichzeitig gespielten Rhythmen und gegenläufigen Melodien abgelöst wird, die zerrissen werden von elektronisch oder mit dem Tonband erzeugten Klangfetzen, um sich am Ende in höhnischem Bandgelächter aufzulösen. „Aberwitzig – aber witzig“ nennt der Musikjournalist Volker Rebell diese Kompositionstechnik, die sich in vielen Beispielen über Zappas gesamte Schaffensperiode hinweg findet.
Der Soziologe Ronald Hitzler spricht von einem hohen Maß an Respektlosigkeit im Umgang mit Materialien, er konstatiert eine kontextuelle Dekonstruktion kanonisierter musikalischer Stile und Werte. In Zappas Montagen, die Hitzler als „zeit-kritisch-satirisch“ bezeichnet, löst sich die willkürliche Trennung zwischen den Gattungen und deren Limitierungen auf. Dabei greifen die Elemente in Zappas Kompositionen ineinander und parodieren einander. Zappa nutzt Musikzitate gekonnt als „exotische Versatzstücke im Mosaik der Rhythmen und (Dis-)harmonien“. Dies ist etwa zu erkennen in den Jazz-Anleihen in The Eric Dolphy Memorial Barbecue (Album Weasels Ripped My Flesh) und in Be-Bop Tango (of the Old Jazzmen’s Church) (Album Roxy and Elsewhere), in der Bob-Dylan-Persiflage in Flakes (Album Sheik Yerbouti), oder auch der Country-and-Western-Parodie in Harder Than Your Husband (Album You Are What You Is). Auch eigene Stücke und Kompositionen werden immer wieder zitiert und neu interpretiert. Ästhetisch unterstreicht das Zitat beabsichtigte Aussagen und dient damit als Zusatz-Kommentar oder ironisch oder parodistisch als Anspielung auf „Wissenssedimente“.

### Arrangement
Diffizile Architektur, Raffinement und Detailverliebtheit sind für die Arrangements kennzeichnend. Diese umfassen auf dem Notenblatt nicht selten 15 und mehr Liniensysteme. Auffällig ist die oft unkonventionelle und oft für Rock-Bands atypische Instrumentation.
Besonders charakteristisch ist die Vielzahl der Perkussionsinstrumente: Vibraphon, Marimbaphon und Xylophon dominieren, daneben werden Glocken, Aufschlagröhren, Schellenreif, Triangel und andere Idiophone eingesetzt. Tasteninstrumente kommen in praktisch allen Aufnahmen Zappas vor, dabei wird in der Regel das gesamte Klangspektrum genutzt, gern nutzt Zappa auch gerade verfügbare Neuentwicklungen, wie etwa den Minimoog auf dem Album Fillmore East, June 1971. Neben der E-Gitarre, die außer Zappa auch andere Bandmusiker als Rhythmus-, Lead- oder „Stunt-“Gitarre spielen, werden auch akustische Gitarren eingesetzt. Auch Blasinstrumente sind häufig zu hören, auch für Rockbands weniger gebräuchliche, wie das Sarrusophon, die Kontrabassklarinette oder das Basssaxophon.
Zappa behält bei seinen Arrangements die volle Kontrolle, auch Ein- und Überleitungen sind präzise geplant und festgelegt. Charakteristisch in Zappas Schaffen sind die rasenden Unisono-Läufe mehrerer Instrumente, wobei oft Instrumente oder auch die menschliche Stimme kontrastierend eingesetzt werden.

### Takt, Metrum und Rhythmus
Zappa-typisch ist die in einzelnen Kompositionen wie in der Gesamtheit seiner Arbeit vorzufindende rhythmische Vielfalt. Laut Volker Rebell gibt es „kaum eine Taktart – und sei sie noch so verschroben – die bei Zappa nicht schon ausgetrommelt worden wäre“. Schon die erste bekannte Zappa-Komposition – im Alter von zwölf Jahren schrieb er das Stück Mice, ein Solo für Schlagzeug – lässt sein ausgeprägtes Interesse an Rhythmik erkennen. Dieses wird – auch optisch – deutlich an dem Stück The Black Page, ebenfalls ein Stück für Perkussionsinstrumente, dessen Name auf die vielen Noten auf dem Notenblatt zurückgeht.
Zappas Metrik verwendet unterschiedliche Taktarten, die häufig auch innerhalb eines Stückes wechseln. Neben dem 4/4-Takt, der hauptsächlich in rockbetonten Stücken und bei Soli erscheint, verwendet Zappa häufig Dreiertakte wie 3/4-, 6/8- und 12/8-Takt. Zum Beispiel steht das Stück What’s the Ugliest Part of Your Body (Album We’re Only in It for the Money) im 6/8-Takt und The Illinois Enema Bandit (Album Zappa in New York) im 12/8-Takt. Der 3/4-Takt findet sich häufiger, beispielsweise in King Kong (Album Uncle Meat), Sofa (Album One Size Fits All) oder Overture to a Holiday in Berlin (Album Burnt Weeny Sandwich). Den 2/4-Takt setzt Zappa oft dort ein, wo Anklänge an Marschmusik deutlich werden sollen, etwa in Who Needs the Peace Corps (Album We’re Only in It for the Money).
Aber auch in Westeuropa ungebräuchlichere ungerade Taktarten sind für Zappa charakteristisch. Dazu gehören der 5/4, 5/8, 7/4 und 7/8-Takt sowie ternär, also im Shuffle-Rhythmus gespielte Metren. So sind einige Textzeilen des Liedes What’s the Ugliest Part of Your Body (Album We’re Only in It for the Money) im 7/8-Takt geschrieben.

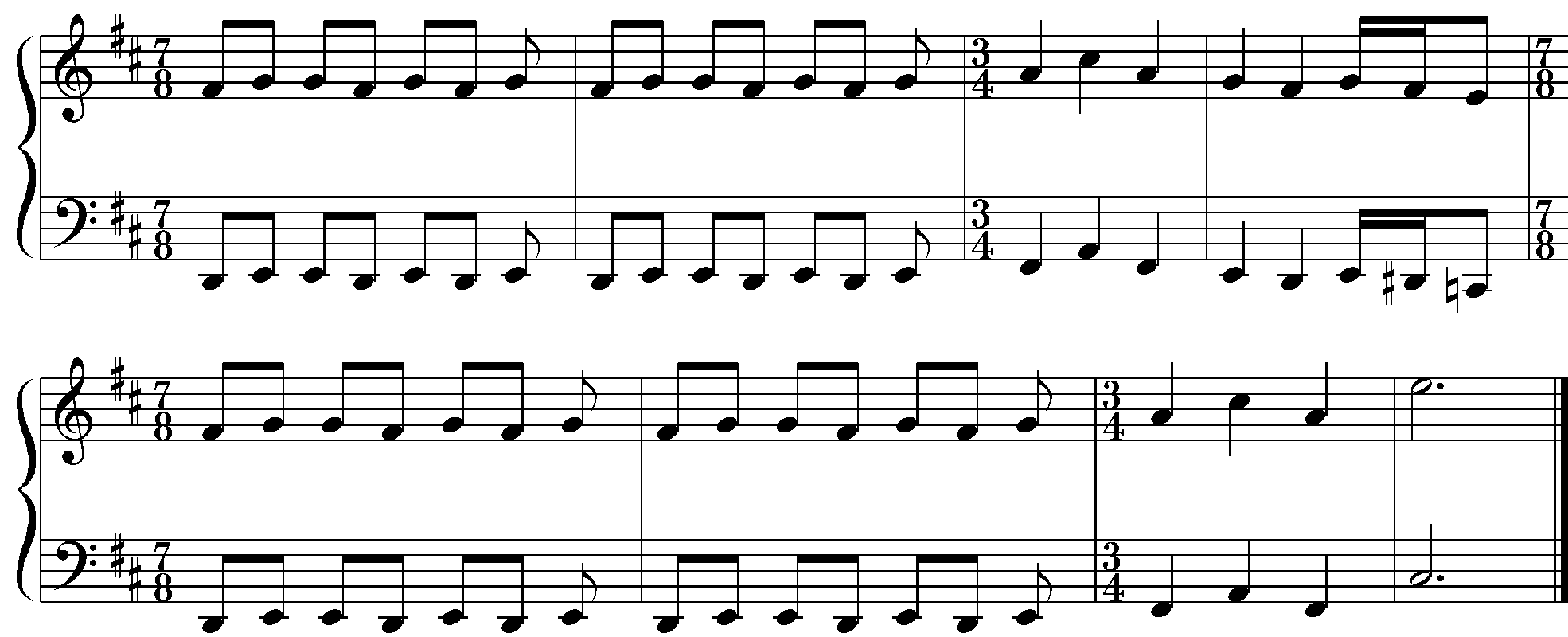
Hörbeispiel: Wechsel vom 7/8- zum 3/4-Takt mit zusätzlichem (im Original nicht vorhandenem, zwecks Demonstration eingebautem) Schlagzeug im Titel Big Swifty vom Album Waka/Jawaka

Das Hauptmotiv von Big Swifty (Album Waka/Jawaka) wird in parallelen Dezimen geführt und wechselt zweimal von einem 7/8 in einen 3/4 Takt, bis nach mehreren Wiederholungen und Variationen im Chorus schließlich ein 4/4-Takt erreicht wird. Generell sind ungerade Taktarten oft mit Grundmustern gekoppelt, die sich wiederholen. Aber auch verschiedene Metren mit wiederholten Patterns, oder gleichbleibende Metren mit wechselnden Grundmustern kommen vor. In einigen Fällen setzt Zappa auch Polyrhythmik ein: In dem Stück Rubber Shirt überlagern sich so beispielsweise eine Bassspur im 4/4-Takt und eine Schlagzeugspur im 11/4-Takt. Die beiden Spuren wurden bei verschiedenen Anlässen aufgezeichnet und erst nachträglich im Studio kombiniert.
Taktwechsel markieren auch oft inhaltliche oder melodische Übergänge und werden beispielsweise bei Motivwechseln sowie zur Phrasen- und Themenformung eingesetzt. Bei einigen Stücken, wie The Dangerous Kitchen (Album The Man from Utopia), ist die Metrik an den zugrundeliegenden Sprechtext angepasst. Dies führt zu beständigen Taktwechseln. Zappa selbst bekannte: „Mein besonderes Interesse gilt den unüblichen Taktarten.“

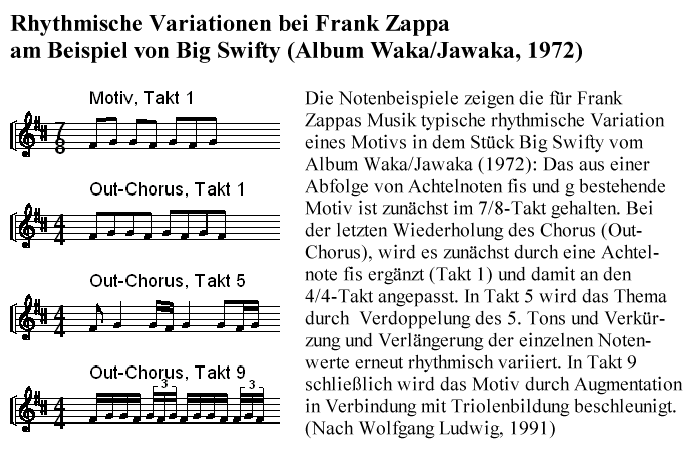
Rhythmische Variationen bei Frank Zappa am Beispiel des Stückes Big Swifty vom Album Waka/Jawaka

Die Rhythmik in Zappas Musik ist stilbildend und sehr vielschichtig, oft steht sie im Vordergrund. Die Noten- und Pausenwerte weisen eine große Spannweite auf. Oft werden Triolen oder Quintolen verwendet. Triolen, Quartolen oder Quintolen werden dabei aber auch auf zwei oder mehr Zählzeiten gespielt. Diese sogenannten Tonlängen-Konflikte sowie die rhythmischen Akzentverschiebungen (Hemiolen) und Verschiebungen des Taktschwerpunktes (Synkopen) sind typisch für Zappa. Oft werden dadurch unerwartete Effekte erzielt.
So werden in The Eric Dolphy Memorial Barbecue (Album Weasels Ripped My Flesh) Hemiolen eingesetzt, um durch Verringern der Tonlängen über die Taktgrenzen hinweg eine deutliche Beschleunigung zu erzielen. Dabei bleibt jedoch das Tempo, also die Anzahl der Grundschläge pro Minute, gleich.
Die in einigen Stücken durch Akzentsetzung hervorgerufene asymmetrische Anordnung gleichförmiger Notenwerte vergleicht der Musikwissenschaftler Wolfgang Ludwig mit Igor Strawinsky. Diese auch für die Jazzmusik charakteristische Technik findet sich beispielsweise in Igor’s Boogie auf dem Album Burnt Weeny Sandwich.
Auch rhythmisch-metrische Permutationen und Polymetrik sind ein bei Zappa häufig anzutreffendes Stilelement. Letztere findet sich beispielsweise in The Little House I Used to Live In (Album Burnt Weeny Sandwich): Dem anfänglichen Bassriff (11/8) wird eine Melodielinie mit einer Dauer von 12/8 Schlägen beigefügt. Bei jeder Wiederholung verschiebt sich der Anfang der Melodie um 1/8 Notenwert,  dem Stück wird so eine besondere Eigendynamik verliehen.
Eine für Zappa typische rhythmische Variation von Motiven und Phrasen wird beispielsweise in Big Swifty vom Album Waka/Jawaka verwendet.
Zappa setzte häufig Augmentation und Diminution ein. Dabei bleibt das Verhältnis der Notenwerte innerhalb eines Themas zueinander gleich, aber die Geschwindigkeit verändert sich, etwa bei Big Swifty. 
Abweichungen von rhythmischen Grundmustern finden sich bei fast allen Stücken Zappas. Mit der Ausnahme von Riffbildungen und Begleitstimmen bei Soli gibt es in seinen Stücken selten Phasen, während deren ein bestimmter Rhythmus länger beibehalten wird.

### Melodie
Zappa selbst legte großen Wert auf die Gestaltung von Melodien: „I’m interested in melodies and it’s the one thing I find lacking in most of the music today. […] It’s a big challenge to write a melody“ („Ich interessiere mich für Melodien, und das ist das, woran es der meisten Musik heutzutage mangelt. Es ist eine große Herausforderung, eine gute Melodie zu schreiben“).
Die Häufigkeitsanalyse der in Zappas Melodien vorkommenden Intervalle zeigt einen Unterschied zu in der Rockmusik üblichen Verteilungen. Das in Zappas Melodien am häufigsten verwendete Intervall ist die Quarte, die etwa ein Drittel aller vorkommenden Tonhöhenänderungen ausmacht, gefolgt von der kleinen Terz mit 23 Prozent und der großen Terz mit 13 Prozent. Auffällig sind außerdem die kleinen und großen Septsprünge, deren Anteil 15 Prozent beträgt.
Die häufigen Quartsprünge sind recht ungewöhnlich, während Sekunden und Terzen „[…] bei der melodischen Gestaltung allgemein am häufigsten auftreten [dürften].“ In einer an den Jazz angelehnten Einteilung der Intervalle wird der Terz als primärer Konsonanz ein besonderer Wohlklang zugeschrieben, während die große Septime als Dissonanz gewertet wird. Die Quarte wird in ihrer Wirkung als differierend beschrieben. Die Verwendung der genannten Intervalle durch Zappa zeigt damit eine große Bandbreite und ist ein charakteristisches Stilelement seiner Melodien.

Mehrfache Tonwiederholung aus You didn’t try to call me vom Album Freak Out!

Häufig sind bei Zappa auch Sequenzen anzutreffen. Dabei werden gleiche Tonfolgen versetzt wiederholt, beispielsweise in der melodischen Sequenz in King Kong vom Album Uncle Meat. Zappa setzt auch mehrfache Tonwiederholungen ein, etwa in dem Lied You Didn’t Try to Call Me auf dem Album Freak Out!

Wechsel der Bewegungsrichtung in Absolutely Free vom Album We’re Only in It for the Money.

Typisch für die Melodien sind auch häufige Wechsel der Bewegungsrichtung, bei denen stufenweise zwischen Tonerhöhung und Tonerniedrigung gewechselt wird, hier demonstriert an einem kurzen Ausschnitt des Liedes Absolutely Free vom Album We’re Only in It for the Money: Von Note zu Note wechselt jeweils die Richtung, in der sich die Tonhöhe ändert.

Krebs in Zombie Woof vom Album Over-Nite Sensation

Zappa setzt auch kontrapunktische Techniken ein, die gewöhnlich in Rockmusik nicht vorkommen. Dazu gehört beispielsweise der Krebs, bei dem die Melodie erst vorwärts und dann erneut rückwärts gespielt wird, etwa in Zombie Woof vom Album Over-Nite Sensation. Zu weiteren Stilelementen zählt der Triller, das rasche wiederholte Spielen zweier nahe beieinander liegender Töne. Insbesondere beim Vibrafon werden diese häufig eingesetzt, beispielsweise in What’s New in Baltimore vom Album Frank Zappa Meets the Mothers of Prevention. Auch Glissandi, rasche kontinuierliche Tonhöhenänderungen, finden sich in vielen Stücken.
Bei den Gesangsstimmen fällt auf, dass die Verteilung der Gesangssilben auf die Melodietöne oft bewusst geformt wird: In bestimmten Abschnitten wird pro Silbe genau ein Ton gesungen, diese auch als Syllabik bezeichnete Technik wird etwa in der Bridge vom The Illinois Enema Bandit (Album Zappa in New York) verwendet. Das Gegenteil – die Verteilung von mehreren Noten auf eine Silbe, die sogenannte Melismatik – wird ebenfalls als Stilmittel eingesetzt, etwa in Advance Romance vom Album Bongo Fury.

### Harmonik
Die von Zappa verwendeten harmonischen Systeme und Verbindungen sind insgesamt betrachtet eher konventionell, was nicht ausschließt, dass sich im Einzelnen Spannung erzeugende Akkordrückungen und Kontrast schaffende Stufensprünge finden. Verwendet er klassische Harmonieschemata, sorgen Durchgangsakkorde, Modulationen und dissonierende Harmonien für Variation. Allerdings sind viele Stücke auch atonal. Kelly Fisher Lowe verweist auf den Einfluss Strawinskys, der sich auch im Album 200 Motels findet, wo die orchestrale Musik erstmals nicht nur in andere Stücke eingefügt wird, sondern selbst den Rahmen bildet. Schon auf dem ersten Album Zappas finden sich atonale Passagen, etwa im zweiten Satz von Help, I’m a Rock (Album Freak Out!), der mit 2nd Movement: In Memoriam Edgar Varese betitelt ist, ebenso auf dem Album Lumpy Gravy und im Stück The Eric Dolphy Memorial Barbecue vom Album Weasels Ripped My Flesh.

### Der Gitarrist
Neben seinen Qualitäten als Komponist, Arrangeur und Bandleader konnte Zappa auf der E-Gitarre auch als Instrumentalist überzeugen. Er selbst sah sich an „als Komponisten, dessen Hauptinstrument eben die Gitarre ist“. Andere zählten ihn zu den talentiertesten und begabtesten Gitarristen seiner Zeit, zu den „echten Gitarrenhelden der Sixties“ oder „zu den eigenwilligsten und kompetentesten Gitarristen der Szene“. Bewundert wurde seine eigenwillige Spielweise, „etwa im Titel The Orange County Lumber Truck (Album Weasels Ripped My Flesh), einem Stück, das in eines der swingendsten Gitarrensoli der Popmusik überhaupt mündet.“
Typisch für seine Spielweise ist die große Experimentierfreude, mit der Zappa zu Werke ging. Ein Merkmal ist außerdem die für die Rockmusik ungewöhnliche Länge seiner Soli. Auf den beiden Doppel-CDs Shut Up ’n Play Yer Guitar und Guitar – beide enthalten ausschließlich Soli – sind die kürzesten Beiträge 1:39 und 2:12 Minuten lang, die längsten dagegen 10:12 und 6:58 Minuten lang. Zappa unterschied sich von vielen anderen Gitarristen auch dadurch, dass er bei seinem Spiel sämtliche Lagen des Griffbrettes einbezog. Seine Spieltechnik, die sich durch mitunter atemberaubende Schnelligkeit auszeichnet, hielt er selbst nicht für herausragend: „Ich bin kein virtuoser Gitarrenspieler. Ein Virtuose kann alles spielen, ich kann das nicht.“ Allerdings sehe er sich durchaus in der Lage das zu spielen, was er kenne und habe dazu eine hinreichend schnelle manuelle Fertigkeit entwickelt. „Wenn ich einen Ton mit der rechten Hand anschlage, spiele ich mit der linken Hand fünf. Ich schlage nicht alle Noten an, die ich spiele. Ich mache auch Sachen, wo ich das Plektrum auf dem Griffbrett benutze, drücke es runter und schlage es zur selben Zeit. Es klingt dann ein bisschen nach einem bulgarischen Dudelsack-Sound.“

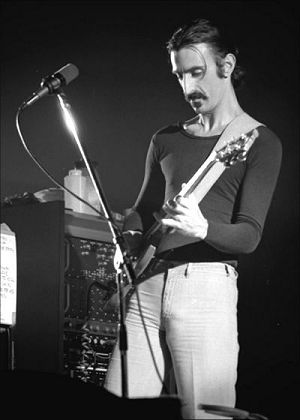
Frank Zappa in der Ekeberghall (Oslo, Norwegen, 16. Januar 1977)

Wesentliche Einflüsse für den Gitarristen Zappa waren Guitar Slim und Johnny Watson. In seiner Autobiografie schrieb Zappa: „Obwohl ich nicht behaupten kann, dass ich heute fähig bin, ein Guitar-Slim-Lick zu spielen, so hatte doch seine ‚Quäle sie und würge sie‘-Attitüde einen starken ästhetischen Einfluss auf den Stil, den ich schließlich entwickelte.“ Auf Watson wurde er 1955 durch dessen ersten Hit Those Lonely Lonely Nights aufmerksam: „Watson ist der originale Minimalist unter den Gitarristen. Das Solo auf ‚Lonely Nights‘ – das ‚One-Note-Guitar-Solo‘: Das sagt doch alles. Auf den Punkt.“ Musikalisch orientierte Zappa sein Solospiel nach eigener Aussage an „sprachlich beeinflusster Rhythmik und Harmonie, sie sind beide entweder an der Pentatonik oder an vielen orientiert“. Grundlage seiner Improvisationen waren dabei oft Lieder in d-Moll. Zappa: „Tatsächlich stehen wohl 80 Prozent unserer Stücke, die Soli enthalten, in dieser Tonart und enthalten die gleichen Taktwechsel. Ich liebe einfach d-Moll-Improvisationen; d-Moll mit einem vorangestellten Dur-Akkord ergibt einen netten modalen Effekt.“
Das Ergebnis seiner „inhaltsvollen, inspirationsstarken“ und von „hohem Risiko und großer Experimentierfreude“ getragenen Spielweise, die „auch Raum für spöttelnde Phrasierungen“ lässt, waren Soli, bei denen man am Ende „das Publikum vor Überraschung förmlich nach Luft schnappen hören“ konnte – für den Rockjournalisten Volker Rebell schlicht „außerhalb der Kategorien“.
Zappa arbeitete mit vielfältigen Gitarrenklängen. Beiträge auf akustischer Gitarre (zumeist auf einer Ovation mit E-Gitarrenhals gespielt) finden sich ebenso wie die gesamte Bandbreite an E-Gitarrenklängen, von unverzerrt („clean“) über leicht verzerrt bis hin zu extrem übersteuerten Bombast-Sounds wie auf dem Album Tinsel Town Rebellion. Die Klangfarbe beeinflusste Zappa vor allem mit dem Wah-Wah-Pedal, das er vornehmlich statisch einsetzte. Ebenfalls zu hören, wenn auch nicht allzu häufig, sind Phasing-, Flanging- oder Choruseffekte, seltener benutzte er ein Echogerät.
Für die weite Spannbreite zappaschen Spielvermögens stehen vom Charakter her so unterschiedliche Beiträge wie die rockig-wilden Soli in Rat Tomago (Album Sheik Yerbouti) oder Willie the Pimp (Album Hot Rats), das getragene, auf akustischen Instrumenten eingespielte Gitarrenduett Sleep Dirt (Album Sleep Dirt), das swingende Solo in The Orange County Lumber Truck (Teilversion auf dem Album Weasels Ripped My Flesh; vollständige Version auf Ahead of Their Time), das jazzige Solo in Grand Wazoo (Album The Grand Wazoo), jeweils mit orientalischer Anmutung das Gitarreninstrumental Theme from the 3rd Movement of Sinister Footwear (Album You Are What You Is) sowie das Eingangssolo in Filthy Habits (Album Sleep Dirt), die getragene, gleichsam aus hingetupften Tönen bestehende Instrumentalnummer Pink Napkins (Album Shut Up ’n Play Yer Guitar), melodiös-schwebende Soli wie in Inca Roads (Album One Size Fits All) oder Any Kind of Pain (Album Broadway the Hard Way), das ebenso der Melodie wie treibendem Rock verpflichtete Solo in Son of Orange County (Album Roxy & Elsewhere) oder Zoot Allures (Album Zoot Allures), ein Gitarreninstrumental mit viel Feedback.

### Der Textautor

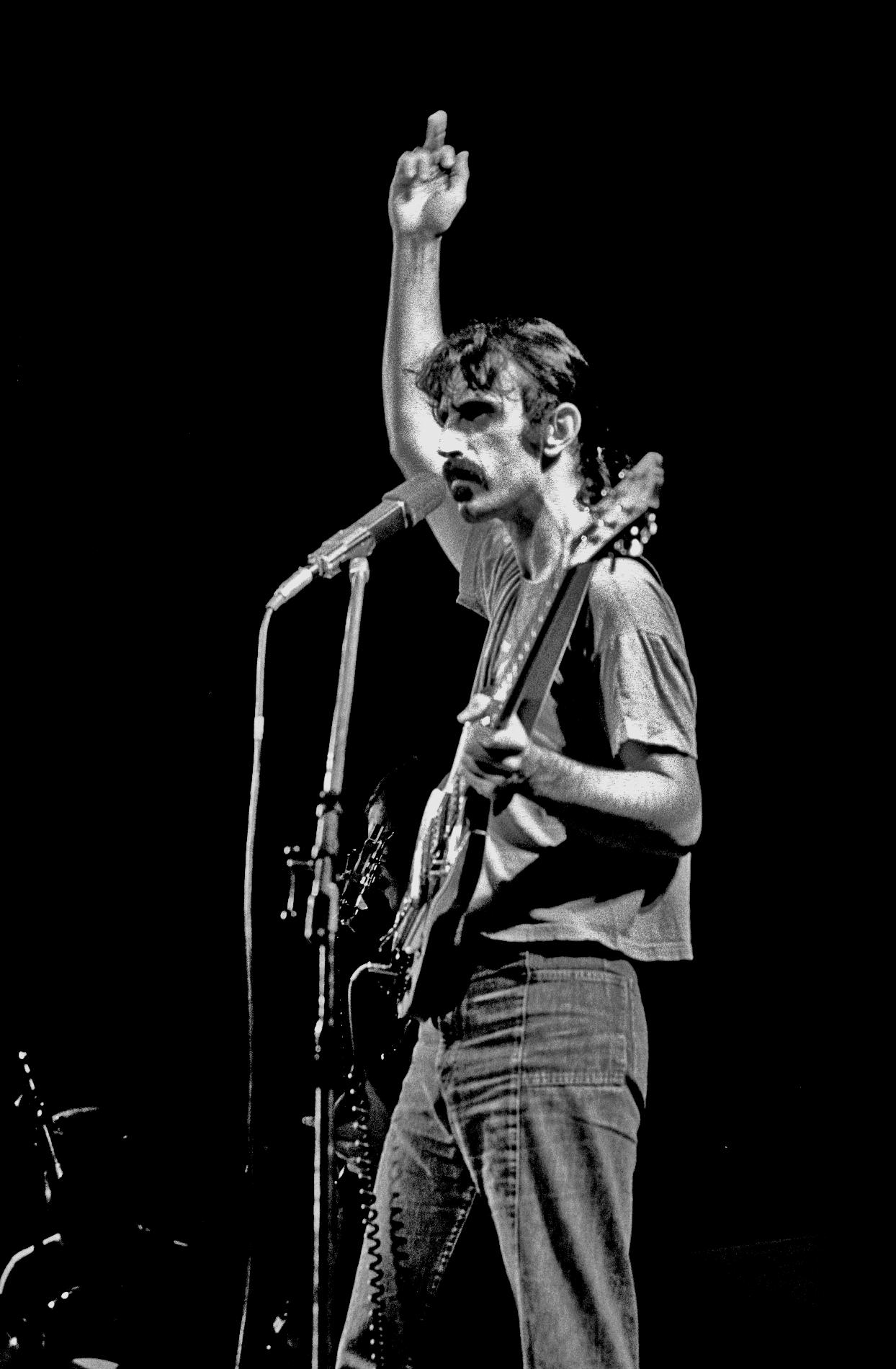
Frank Zappa (1974)

So witzig sie im Detail sein können, so viel Widerspruch sie des Öfteren ausgelöst haben – Zappas Texte spielen in der Gesamtheit seines Schaffens eine eher untergeordnete Rolle. Diese für unvermeidliches Beiwerk haltend, sagte er dazu: „Ich erhebe nicht den Anspruch, ein Dichter zu sein. Meine Texte dienen allein der Unterhaltung und sind nicht zur inneren Anwendung gedacht.“ So betrachtet, haben sie ihre Funktion allerdings erfüllt. Zappas Vorgehensweise als Texter war, wie auch bei seinen Kompositionen, eine differenzierte.
Der Haltung etlicher Kabarettisten seiner Zeit folgend, kümmerte auch Zappa sich in seinen Beiträgen nicht um die großen Linien der Politik, was ihn im Einzelfall aber nicht hinderte, an von ihm ausgemachten Missständen in der Gesellschaft harsche Kritik zu üben. So brandmarkte er in Trouble Every Day (Album Freak Out!) die Rassenunruhen Mitte der 1960er-Jahre in Los Angeles und die Art und Weise, wie die Medien das Unglück anderer vermarkteten; er kommentierte seine Haltung im Stück selbst mit den Worten: “I’m not black. But there’s a whole lots a times, I wish I could say, I’m not white” („Ich bin kein Schwarzer, aber sehr oft wünschte ich mir sagen zu können, dass ich kein Weißer bin“). In dem Stück I’m the Slime vom Album Over-Nite Sensation betrachtete er die verführerische Allmacht des Fernsehens, die für ihn wie Schleim aus den Fernsehgeräten quillt. Er beschrieb nicht nur die Wirkmechanismen des Mediums mit den Worten “I may be vile and pernicious, but you can’t look away” („Ich mag abscheulich und schädlich sein, aber ihr könnt nicht wegsehen“), sondern nannte auch deren Nutznießer: “I am the tool of the government and industry too, for I am destined to rule and regulate you” („Ich bin das Werkzeug der Regierung und auch der Industrie, und ich bin dazu da, euch zu beherrschen und euer Verhalten zu bestimmen“). In Dumb All Over und Heavenly Bank Account (beide auf dem Album You Are What You Is) brandmarkte er die Geldgier amerikanischer Fernseh-Evangelisten, deren Verflechtungen mit der Politik und ihren Einfluss auf die Gesellschaft. Zappas Fazit: „Religious fanatics can make it be all gone“ („Religiöse Fanatiker können alles ruinieren“).
Zappa sah sich auch als Journalist, der über das Leben berichtet, so wie er es beobachtet. Dabei teilte er seine Beobachtungen schonungslos und ohne Rücksicht auf Tabus mit, wobei er jegliche Einordnung und Bewertung des Gesagten unterließ. Barry Miles nennt Zappas Sicht der Dinge „schonungslos satirisch“. Seine Texte sind ironisch, oft auch zynisch. Zappa war geprägt durch die aufkeimende sexuelle Revolution und setzte sich auch in seinen Texten mit dem Umgang der amerikanischen Gesellschaft mit der Sexualität auseinander. Dabei stellte er diese in der Regel klischeehaft und scherenschnittartig dar. Nicht nur in seinem bekannt gewordenen Auftritt in der CNN-Fernsehshow Crossfire bestand Zappa vehement auf dem im 1. Zusatzartikel zur Verfassung der Vereinigten Staaten jedermann zugebilligten Recht der freien Rede. Auch sein Auftritt bei der Kongressanhörung am 19. September 1985 zum geplanten Verbot pornografischer Textbeiträge auf Schallplatten ist vor diesem Hintergrund zu sehen – dabei ging es dort nicht einmal um Zappas Beiträge, sondern unter anderem um das Stück Darling Nikki von Prince.
Zappa sagte: „Aus mehr besteht doch Amerika gar nicht: ausgedrehte Sexualbegierden und extremer Drogenkonsum.“ Zappa legte sich bei Themen mit sexuellem Bezug keine Beschränkungen auf. So besang er etwa in Catholic Girls (Album Joe’s Garage) sexuelle Erfahrungen von Jugendlichen in der Pubertät oder in Penis Dimension (Album Frank Zappa’s 200 Motels) die Einstellung von Männern und Frauen zu ihrem Penis bzw. ihren Brüsten. In Dinah-Moe Humm (Album Over-Nite Sensation) ging es um Gruppensex und Voyeurismus, in Brown Shoes Don’t Make It (Album Absolutely Free) um die Phantasien eines Politikers über inzestuösen Sex mit der minderjährigen eigenen Tochter und in Crew Slut (Album Joe’s Garage) um die Beziehungen zwischen Bandmitgliedern und Groupies. In Bobby Brown Goes Down (Album Sheik Yerbouti) machte er Sexspielzeuge (den „Tower of Power“) und urophile Sexualpraktiken („golden shower“) zum Thema ebenso wie Stereotype über Homosexuelle. Auch über Geschlechtskrankheiten singt Zappa in Why Does It Hurt When I Pee? (Album Joe’s Garage). Zappa sah und beschrieb all das, ohne es zu kommentieren, er distanzierte sich auch nicht. Ihm wurde wegen dieser Haltung oft Sexismus und Frauenfeindlichkeit vorgeworfen, und er war deshalb auch bei Musikkritikern umstritten. Barry Miles kritisierte etwa an dem Stück Fine Girl (Album Tinsel Town Rebellion), dass es eine „Beleidigung der schwarzen Bevölkerungsgruppe darstelle“ und sah dem Stück Zappas krasse Abneigung der Frauenbewegung zugrunde liegen. Kelly Fisher Lowe hingegen hält das Stück für dermaßen übertrieben, dass er von einer Parodie ausgeht. Der Schriftsteller Carl-Ludwig Reichert bemerkt, dass Zappas „Sexual-Satiren“, die auf Empirie und Beobachtung der Realität beruhen würden, oft mit Pornographie verwechselt worden seien. Auch am Stück Easy Meat vom gleichen Album, in dem eine Frau als „easy meat“, auf Deutsch etwa „leichte Beute/Frischfleisch“ beschrieben wird, scheiden sich die Geister. Während Miles in dem Lied eine abfällige Attacke auf Frauen sieht und eine tief verwurzelte Doppelmoral bei Zappa konstatiert, sieht Lowe in dem Stück den „Stein von Rosetta“ für die Zappa-Kritik. Er verweist darauf, dass auch die beschriebene Frau die Kontrolle über ihre Sexualität ausübt und eigene Wünsche formuliert, und dass verschiedene Kritiker das Stück vollkommen unterschiedlich interpretieren. Jeder könne in das Stück das hineinlesen, was er wolle. Zappa verteidigte sich gegen Anwürfe stets, dass er seine Aufgabe in „sozialer Dokumentation sehe“ und wird darin von Ben Watson unterstützt, für den Zappas Darstellung von „Menschen und Orten, von denen der ‚gebildete Mensch‘ nichts wissen will“ auch dessen „humorlosen, sexistischen Schrott“ rechtfertigt.
Auch anderen Themenbereichen näherte sich Zappa, indem er sie – eher belustigt – beschrieb. In Cosmik Debris (Album Apostrophe (’)) behandelte er den aufkommenden Esoterikboom, indem er ein Gespräch mit einem der hochstaplerischen „Gurus“ beschreibt, in dem dieser vergeblich versucht, dem Ich-Erzähler esoterischen „mumbo jumbo“ zu verkaufen. Das Stück Valley Girl (Album Ship Arriving Too Late to Save a Drowning Witch), zu dem Zappas Tochter Moon den Text beigetragen hatte, beschrieb den selbstverliebten Szenejargon unreifer Teenies der besseren Gesellschaft und erreichte in den Billboard Charts Platz 32. Oft widmete sich Zappa auch Zeiterscheinungen, so beispielsweise der Hippiekultur (Flower Punk, Album We’re Only in It for the Money), der Discoszene (Disco Boy, Album Zoot Allures) oder den Yuppies (Yo Cats, Album Frank Zappa Meets The Mothers Of Prevention).
Zappa hatte ein ausgeprägtes Faible für Dadaismus und für Absurdes, welches sich auch in seinen Texten widerspiegelte. So schilderte er in Montana (Album Over-Nite Sensation) den Wunsch, als Landwirt durch die weite Landschaft reitend mit einer großen strassbesetzten Pinzette Zahnseide zu ernten. In der Eskimo-Suite (Album Apostrophe (’)) erzählt er die Geschichte des jungen Eskimos Nanook, der sich an einem Robbenjäger rächt, indem er ihn mit Schnee blendet, der mit Husky-Urin versetzt ist. Das Stück The Dangerous Kitchen vom Album The Man from Utopia setzt sich mit absurden Bedrohungen auseinander, die im Abfluss einer Küchenspüle lauern können. „Er nimmt sich des Alltäglichen an, überhöht es, lädt es mit Bedeutung auf und macht es derart zum Symbol für das Menschliche an sich“, beschreibt Barry Miles für dieses Stück Zappas Vorgehensweise als eine, wie man sie von Künstlern aus dem Bereich der Pop Art kennt.
Vor allem in der ersten Hälfte seiner Schaffensphase arbeitete Zappa des Öfteren auch in größeren dramaturgischen Zusammenhängen. Musikalisch ausgestaltete Sketche waren immer wieder Bestandteile seiner Bühnenshows. Beispiele waren das bereits 1967 über mehrere Monate hinweg live im Garrick-Theatre aufgeführte Rockmusical Pigs & Repugnant, das fast 25 Minuten lange Dramolett Billy the Mountain (Album Just Another Band from L.A.) und die schon erwähnte, knapp elf Minuten und vier Stücke lange Yellow-Snow-Suite über den Eskimo Nanook auf dem Album Apostrophe (’). Das Stück What Kind of Girl Do You Think We Are? (Album Fillmore East, June 1971) bezeichnet Ben Watson als echte Rockoper, an deren technische Errungenschaften andere Rockopern, wie Tommy, nicht heranreichten.
Um dramaturgisch noch größere Zusammenhänge ging es bei Frank Zappa’s 200 Motels, ein abendfüllender Kinofilm und Doppelalbum, in dem Zappa das Tourneeleben einer Rockband beschreibt. Auf dem Dreifachalbum Joe’s Garage erzählt Zappa vom Kampf des Gitarristen Joe gegen Zensur und ein totales Musikverbot und verspottet in der Figur des L. Ron Hoover die Scientologen. Der ebenfalls als Dreifachalbum/Doppel-CD veröffentlichte Zyklus Thing Fish war ursprünglich als Broadway-Musical konzipiert. Erzählt wird die Geschichte des bösen Prinzen Thing Fish, der den guten, alten Broadway-Musicals wieder ihren Platz auf der Bühne verschaffen will.
Einige seiner Beiträge fallen in die Kategorie „schnulziges Liebeslied“. Sie entsprangen Zappas Vorliebe für Rhythm and Blues und Doo Wop, zwei Popmusikstile der 1950er-Jahre, die auf Zappas Kompositionen großen Einfluss hatten. Beispiele für solche banalen, keineswegs satirisch gemeinten Texte finden sich unter anderem in Stücken wie Love of My Life und Fountain of Love (beide auf dem Album Cruising with Ruben & The Jets) und in Sharleena (Album Chunga’s Revenge). Ein Lied wie beispielsweise Big Leg Emma (Album Zappa in New York) zeigt, dass Zappa dieses Genre bisweilen auch mit einem Augenzwinkern zur Kenntnis nahm.
“Touring can make you crazy”: Viele Texte Zappas befassen sich mit dem Rockmusikgeschäft und dessen Protagonisten. Seinen diesbezüglich reichlich vorhandenen Erfahrungen widmete er nicht nur ein ganzes Album samt abendfüllendem Kinofilm (Frank Zappa’s 200 Motels). Immer wieder finden sich auf seinen Alben Lieder, die sich mit verschiedenen Vorgängen im Rock auseinandersetzten. Stevie’s Spanking (Album Them or Us) beispielsweise beschreibt ein nächtliches Abenteuer seines Gitarristen Steve Vai mit einer Konzertbesucherin, während Punky’s Whips (Album Zappa in New York) eine fiktive Romanze zwischen Schlagzeuger Terry Bozzio und einem PR-Foto des Angel-Gitarristen Punky Meadows schildert. In Yo’ Mama (Album Sheik Yerbouti) wurde Keyboarder Tommy Mars mit der Zeile “Maybe you should stay with yo’ mama” („Vielleicht solltest Du besser bei Deiner Mama bleiben“) bedacht, nachdem er während einer Bandprobe den Ablauf eines Zappastückes vergessen hatte. Die Tretmühle, durch welche aufstrebende Musiker hindurch müssen, wenn sie Karriere machen wollen, beschrieb Zappa im Titellied seines Albums Tinsel Town Rebellion.
Zappa griff Tabus an und beförderte Verdrängtes ans Tageslicht. Er deckte Hohlheit und Selbstverliebtheit, Gemeinplätze und Ammenmärchen auf und gab diese dem Spott preis. Satire und Spott vermitteln sich dabei nicht alleine über Wortwahl und Tonfall, sondern sind „substanzieller Bestandteil von Komposition und Arrangement“. Diese Ansicht des Rockjournalisten Volker Rebell wird durch eine Aussage Zappas bestätigt: „Zum Teil geht es mir nicht nur um den Inhalt, sondern ich schreibe auch nach klanglichen Gesichtspunkten.“ Im Ergebnis gehen Text und Musik eine Wechselbeziehung ein und sind untrennbar miteinander verbunden, indem die Musik den Textinhalt kommentiert, während der Vokalbeitrag das musikalische Geschehen interpretiert. Diese für Zappa typischen Montagen aus Text und Musik sind beeinflusst vom oben erwähnten Spike Jones. Volker Rebell urteilte: „Wie kaum ein anderer Rockkomponist beherrscht Zappa das Œuvre der Musiksatire.“
So weit das Feld der von Zappa beackerten Themen ist, so umfangreich ist die Formenpalette, derer er sich dabei bediente. Es finden sich Beiträge im klassischen Aufbau mit Strophe, Refrain und Hookline ebenso wie Textbeiträge in freiem Erzählstil. In gereimten Beiträgen finden sich der Paarreim, der Kreuzreim, umarmende Reime oder auch der Schweifreim; reine wie unreine Reime kommen vor, in einigen Texten wird auf den Reim ganz verzichtet.
Die meisten Zappa-Texte werden gesungen, aber auch Sprechgesang findet sich in seinen Stücken. Zappa griff damit eine der afroamerikanischen Kultur entstammende Vortragsform auf, die im Blues als „Talking Blues“ ab etwa den 1920er-Jahren vorkam, und machte sie im Bereich der Popkultur einer größeren Zuhörerschaft bekannt, lange bevor Rap und Hip-Hop Massenwirkung entfalteten. Beispiele für diesen Sprechgesang finden sich in den Stücken Trouble Every Day, I’m the Slime, Dinah-Moe Humm, Dumb All Over oder auch The Dangerous Kitchen.

## Haltungen

### Freak
Auch wenn sich Zappa in frühen Jahren durch Auftreten und Kleidung als Freak von bürgerlichen Idealen absetzte, distanzierte er sich recht schnell von der in den 1960er Jahren entstehenden Hippie-Bewegung. Die „Blumenkinder“ nahm er in seinen Liedern und in Konzertäußerungen häufig satirisch auf. Ein Versuch, sich zu ihrem Wortführer aufzuschwingen, hatte nur vorübergehend Erfolg. In seinen Liedern, in Interviews sowie Radio- und Fernsehspots sprach er sich immer wieder gegen Drogenkonsum aus – er versuchte auch, seine Bandmitglieder vom Konsum abzuhalten.

#### Hippie-Bewegung
In den frühen 1960er Jahren entwickelte sich in Amerika eine neue Jugendkultur mit regional jeweils deutlich unterschiedlicher Ausprägung. Die Szene San Franciscos wurde von den Hippies geprägt, die in Los Angeles, wo auch Zappa lebte, jedoch als Freaks bezeichnet wurden. In deren Art zu leben sah Zappa zunächst ein adäquates „Mittel gegen die gnadenlose Konsumkultur Amerikas“. Mit der Forderung der Jugendlichen nach einer Erweiterung des Bewusstseins im Sinne eines freien Denkens war er durchaus einverstanden. Freie Liebe, offene Ehen – auch diese von der Szene propagierten Gesichtspunkte einer anderen Lebensweise entsprachen seinem Lebensgefühl.
Während der nur kurzen Blütezeit dieser Subkultur in Los Angeles wurden die Mothers of Invention bekannt. Zappa nutzte die Beliebtheit der Band in der Szene und die nach Veröffentlichung des Albums Freak Out! vorhandenen Werbemittel, um seine eigenen Vorstellungen einer Gegenkultur in teils mehrseitigen Anzeigen und in Beilagen der Zeitung Los Angeles Free Press zu publizieren. Zappa wollte, dass sich die Gesellschaft veränderte, und er versuchte, seine Fans zu vereinnahmen, um dieses Ziel zu erreichen. In der Folge galten Zappa und die Mothers in den Augen vieler als Sprachrohr der Szene. Viele andere dagegen rieben sich an Zappas Deklarationen, empfanden diese, wie Barry Miles schreibt, „schlicht als aufgeblasen und patriarchalisch“. Sogar Mothers-Sänger Ray Collins bezog in einem Leserbrief öffentlich Stellung gegen Zappa.
Zunächst hatte Zappa über die Blumenkinder noch milde gespottet: „In San Francisco ging man etwas landeimäßig an die Sache heran.“ Bald jedoch bemerkte er, wie die Szene auch von anderer Seite vereinnahmt wurde: „Als die Gegenkultur anfing, von den amerikanischen Medien wahrgenommen zu werden, war sie bereits fest in den Händen der Konzerne.“ Er selbst begann, manche Ausformungen des Freak-Daseins satirisch zu kommentieren. Der Teil des Laurel Canyon, in dem damals viele Aussteiger wohnten (auch er selbst wohnte dort), war für ihn das „Freakreservat“ oder eine „halluzinogene Einöde“. In manchen seiner Lieder machte er sich lustig über Hungry Freaks (Album Freak Out!). Auf dem Album Burnt Weeny Sandwich ist in dem im Sommer 1969 live aufgenommenen Lied The Little House I Used To Live In zu hören, wie Zappa einen Zwischenrufer abkanzelte: “Everybody in this room is wearing a uniform, and don’t kid yourself” („Jeder in diesem Raum trägt Uniform – mach dir nichts vor“). Zappas Kritik wurde mit der Zeit immer harscher und gipfelte 1985 in dem auf Frank Zappa Meets the Mothers of Prevention veröffentlichten Lied We’re Turning Again. Darin tat Zappa die Hippie-Bewegung als „Folklore“ ab, deren Anhänger „keinen Sinn für Humor“ hätten, zu bequem seien, sich Sorgen zu machen, glaubten „sich nie zu täuschen“, mithin „total leer“ seien und ihre Gesinnung auf „Postern zum Aufhängen“ an die Schlafzimmerwand pappten.
In ihrer Autobiografie schildert Jefferson-Airplane-Sängerin Grace Slick, dass Zappa sich über die ganze Gegenkultur „unverblümt lustig“ gemacht habe, „die er ja doch mit am Laufen hielt“. Zappa-Biograf Barry Miles schlussfolgert, Zappa sei nie ein Hippie gewesen, eher ein später Beatnik – ein Einzelgänger und ein „Mitreisender, der auf einem parallelen Kurs unterwegs war: alleine“.

#### Drogen
Zappa rauchte viel, er trank zudem reichlich Kaffee – und er machte sich über beide Angewohnheiten lustig: “To me, a cigarette is food. I live my life eating these things and drinking the ‚black water‘ in this cup here” („Für mich ist eine Zigarette ein Nahrungsmittel. Ich verbringe mein Leben damit, diese Dinger zu essen und das ‚schwarze Wasser‘ in dieser Tasse hier zu trinken.“), sagte er während einer Lesung in San Francisco vor laufender Fernsehkamera. Den Konsum von Drogen anderer Art lehnte er aber – vor allem für sich selbst – stets ab.
In seiner Autobiografie I Am the American Dream schilderte er, wie er zwischen 1962 und 1968 bei vielleicht zehn Gelegenheiten die „Freuden gesellig kreisender Marihuanajoints“ ergründete: „Ich bekam einen trockenen Hals, und es machte mich schläfrig. Ich konnte nicht verstehen, warum andere das so sehr mögen. […] Hätte ich es gemocht, so würde ich es vielleicht sogar noch heute nehmen – Rauchen an sich mag ich ja.“
Grace Slick schrieb in ihrer Autobiografie: „Drogen waren nie Franks Sache.“ Barry Miles behauptet sogar, Zappa habe eine Zeit lang nicht einmal den Unterschied zwischen Haschisch und Heroin gekannt. Er schildert eine Anekdote, die sich nach einem Pink-Floyd-Konzert im UFO Club in London zutrug. Vor der Tür des Clubs schüttelte jemand Franks Hand und steckte ihm dabei ein Stück Haschisch zu. Frank habe einen ratlosen Blick darauf geworfen und zum Erstaunen der umstehenden Hippies gefragt: „Was ist das?“ Seine Gefängniserfahrung 1965 und die Furcht vor nicht selbst verschuldeter Wiederholung derselben mögen ihn dazu geführt haben, Besuchern zu verbieten, in seinem Haus Drogen zu nehmen.
„Es scheint mir auch ein unpraktischer Zeitvertreib zu sein, da man dafür ins Gefängnis kommen kann.“
Eine weitere Ursache für Zappas ablehnende Haltung gegenüber Drogen sieht Barry Miles in einem Charakterzug des Künstlers: Zappa galt als „Kontroll-Freak“, der unbedingt das Heft des Handelns in der Hand behalten wollte. Hinter dem Drogenkonsum vermutete er eine Verschwörung der amerikanischen Regierung. „Die Drogen sind Teil der Strategie, mit der die Regierung uns alle unter Kontrolle hält.“ Wenn es um die Arbeit ging – ob während der Proben, bei Aufnahmesessions im Tonstudio oder auf Tourneen –, bestand Zappa strikt darauf, dass seine Musiker keine Drogen nahmen. Viele seiner Musiker waren dennoch keineswegs abstinent, jedenfalls dann nicht, wenn die Arbeit getan war. Jimmy Carl Black: „Er fand das überhaupt nicht gut und blieb auf Distanz. Für uns war das in Ordnung – weil wir so mit Sicherheit mehr Spaß hatten als er.“ Stattdessen beobachtete Zappa den Drogenkonsum seiner Mitmusiker und verarbeitete ihn in seinem Werk. So spielt etwa in dem Film 200 Motels Keyboarder Don Preston die Rolle des Monsters Biff Debris, das in einem Labor mit halluzinogenen Substanzen experimentiert.
Im 20. Jahr nach Gründung der Mothers hatte das Konsumieren von Drogen für einen Zappa-Musiker doch einmal Konsequenzen: Napoleon Murphy Brock musste nach wenigen Auftritten der 1984er US-Tournee wegen Drogenkonsums die Gruppe verlassen.
Ansonsten lag Zappas Einstellung gegenüber Drogen zwischen Toleranz und Distanz. Das bestätigte beispielsweise Zappas Tochter Moon, die von Miles so zitiert wurde: „Ich nahm keine Drogen, weil es die bei uns zu Hause nicht gab. Aber es hätte mich auch niemand aufgehalten.“ Rosemarie Heinikel, die in den 1960er- und 1970er-Jahren in der Münchner Szene viel Umgang mit Musikern pflegte, schilderte in ihrer Autobiografie die Nacht, die sie nach einem Mothers-Konzert mit der Band und mit Zappa verbrachte. Mehrmals ist von kreisenden Joints die Rede: „Frank stellte mir den Aschenbecher aufs Bett […] Frank zog nicht am Joint.“ Zwar nahm Zappa im Laufe seiner Karriere mehrere Anti-Drogen-Spots für Radio und Fernsehen auf, er bezog aber auch Position gegen die amerikanischen Drogengesetze. Im März 1986 war Zappa in der bekannten Fernsehserie Miami Vice in der Rolle des Drogendealers Mario Fuente in der Folge Payback (deutscher Titel: Schuld um Schuld) zu sehen. Zappas mehrdeutige Haltung im Blick auf Drogen brachte Ex-GTO Pamela Des Barres auf den Punkt. Er habe sie Mitte der 1960er-Jahre davon überzeugen wollen, dass Drogen sinnlos waren.

### Politisches Engagement
Der Musikkritiker Ben Watson bezeichnet „Zappas Mothers of Invention“ als „politisch wirksamste musikalische Kraft seit Bertolt Brecht und Kurt Weill“ wegen deren radikalem, aktuellen Bezug auf die negativen Aspekte der Massengesellschaft. Seine Musik zog die Aufmerksamkeit der neuen Linken auf sich.
Am 16. Oktober 1968 spielte Zappa mit den Mothers of Invention im Berliner Sportpalast und wurde dabei von Studenten aufgefordert, während des Konzertes zu einer Demonstration gegen die amerikanische Regierung aufzurufen. Zappa weigerte sich – Protestierende stürmten die Bühne und nannten die Band „Mothers of Reaction“. Bei einer Vorlesung, die Zappa 1969 an der London School of Economics hielt, verurteilte er Demonstrationen als „unbrauchbar“ – Männer sollten stattdessen mit ordentlichen Frisuren das Establishment unterwandern und Frauen einflussreiche Männer heiraten. Dass diese Aussage durchaus auch ironisch, zumindest aber vielschichtig aufgefasst werden kann, zeigt sich im Liedtext von Brown Shoes Don’t Make It (Album Absolutely Free), in dem es über den angepassten Protagonisten heißt: “Smile at every ugly shine on your shoes and cut your hair. Be a jerk and go to work” („Lächle jeden hässlichen Glanz deiner Schuhe an und schneide dir die Haare. Sei ein Depp und geh zur Arbeit“).
Später wurde Zappa jedoch auch direkt politisch aktiv. Seit dem Album Fillmore East, June 1971 forderte Zappa seine amerikanischen Fans immer wieder in Konzerten und auch auf den Plattenhüllen mit dem Hinweis “Don’t forget to register to vote” dazu auf, von ihrem Wahlrecht Gebrauch zu machen und sich in die Wählerlisten eintragen zu lassen.
Eine 1985 durch die Ehefrauen damaliger amerikanischer Senatoren (allen voran Tipper Gore) ins Leben gerufene Kampagne des Parents Music Resource Center (PMRC) verlangte, anstößige Liedtexte sollten verboten oder zumindest durch einen Aufkleber auf den Schallplatten gekennzeichnet werden. Zappa war nicht auf der Liste der zu zensierenden Künstler, aber Musiker wie Bruce Springsteen für I’m on Fire und Prince für Darling Nikki von dem Album Purple Rain. Frank Zappa setzte sich in der von ihm als Porn Wars bezeichneten Diskussion auf dem Congress Hearing am 19. September 1985 unter anderem mit John Denver für die Meinungsfreiheit ein. Teile der Anhörung verwendete er im Album Frank Zappa Meets the Mothers of Prevention. Zappa war der Meinung, dass Musik Menschen nicht zu verbotenen Handlungen anstiften könne: „Es gibt mehr Liebeslieder als andere Lieder. Wenn Musik Menschen veranlassen könnte, bestimmte Dinge zu tun, dann würden wir uns alle lieben.“
Zappa agierte aber dennoch durchaus provokant, so zum Beispiel mit Jewish Princess (Jüdische Prinzessin) und durch Bezug auf die Freiheiten der Hippie-Generation. Deutlich politische Bezüge finden sich zum Beispiel in dem Lied Son of Orange County, der Heimat von Richard Nixon, den Zappa mit den Worten „I am not a crook“ („Ich bin kein Gauner“) zitiert. Refrain-Text: “I just can’t believe you are such a fool” („Ich kann einfach nicht glauben, dass du solch ein Trottel bist“). Wegen des Liedes Jewish Princess wurde Zappa von B’nai B’rith – gleichwohl erfolglos – verklagt.

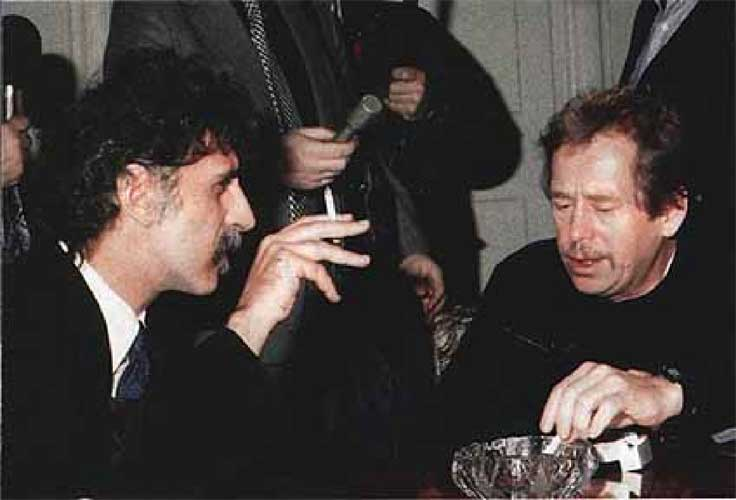
Frank Zappa mit Václav Havel

Unter Václav Havel war Zappa Kulturattaché der Tschechoslowakei. In seiner 1989 erschienenen Autobiografie, in der er sich als „practical conservative“ („pragmatischer Konservativer“) bezeichnete, entwickelte Zappa Ideen zum Steuerrecht, zur Verteidigung und anderen politischen Themen. Seine Kandidaturpläne für die US-Präsidentschaft, die er 1991 in einem Interview verkündete, gab Zappa auf, als bei ihm eine Prostata-Krebserkrankung diagnostiziert wurde.

## Rezeption

### Zu Lebzeiten
Das Jazzmagazin Down Beat zeichnete Frank Zappa im Dezember 1970 als Pop-Musiker des Jahres 1970 aus.  1988 erhielt Zappas Album Jazz from Hell einen Grammy Award in der Kategorie Best Rock Instrumental Performance. Das Album war größtenteils auf dem Synclavier eingespielt worden und Zappa mutmaßte, die Nominierung sei ein Unfall gewesen oder beruhe auf einem „perversen Humorverständnis“ vieler. Seine erste Begegnung mit der die Auszeichnung verleihenden National Academy of Recording Arts and Sciences hatte Zappa bereits 20 Jahre zuvor. Mit den Mothers sollte er 1968 bei einem der offiziellen Grammy-Dinners für „Unterhaltung“ sorgen. Die Band tat es auf ihre Weise – und erntete Buhrufe. Wie der Rockjournalist Barry Miles berichtet, erschien Zappas Name erst im Jahr 1979 ein weiteres Mal in einem Grammy-Programm: Für das Album Sheik Yerbouti erhielt er zwei Nominierungen (Best Rock Vocal Performance – male für Dancin’ Fool und Best Rock Instrument Performance für Rat Tomago). 1982 nominierte die Academy Zappa und seine Tochter Moon für das Album Ship Arriving Too Late to Save a Drowning Witch in der Kategorie Best Rock Performance by a Duo or Group with Vocal für das Stück Valley Girl.

### Postum
Die durchgreifende Würdigung setzte nach Zappas Tod ein. Postum erhielt Zappa die letzten beiden Grammys: Zappa und seine Witwe Gail wurden 1995 für die Verpackung des Albums Civilization Phaze III in der Kategorie Best Recording Package – Boxed ausgezeichnet; 1997 wurde Zappas Lebenswerk mit dem Lifetime Achievement Award gewürdigt.
Frank Zappa wurde im Jahr 1995 in die Rock and Roll Hall of Fame aufgenommen. Das von den Mothers gespielte Lied Brown Shoes Don’t Make It wurde vom Kuratorium der Rock and Roll Hall of Fame in die Liste 500 Songs That Shaped Rock and Roll aufgenommen.
Das amerikanische Musikmagazin Rolling Stone würdigte Zappas Arbeit mehrmals. So belegt er Rang 71 unter den 100 größten Musikern aller Zeiten. In der Liste der 100 größten Gitarristen aller Zeiten aus dem Jahr 2015 wird er auf Platz 22 geführt. In der Liste der 500 besten Alben aller Zeiten erscheinen die Mothers-Alben Freak Out! auf Rang 243 und We’re Only In It For the Money auf Rang 296. Auch in der Liste The Essential Rock Collection aus dem Jahr 1997 wird das Album Freak Out! genannt.
Der Musikwissenschaftler Hans-Jürgen Schaal schreibt Zappa die Erfindung des „Underground“, des Konzept-Albums, des Rock-Doppelalbums, des Jazz-Rocks und die der „Popmusik als Gesellschaft-Satire und surrealistisches Welttheater“ zu. Als erster habe Zappa die elektronisch verstärkte Bigband, elektronisch manipulierte Holzblasinstrumente, das Wah-Wah-Pedal und weitere Effektgeräte durchgesetzt.

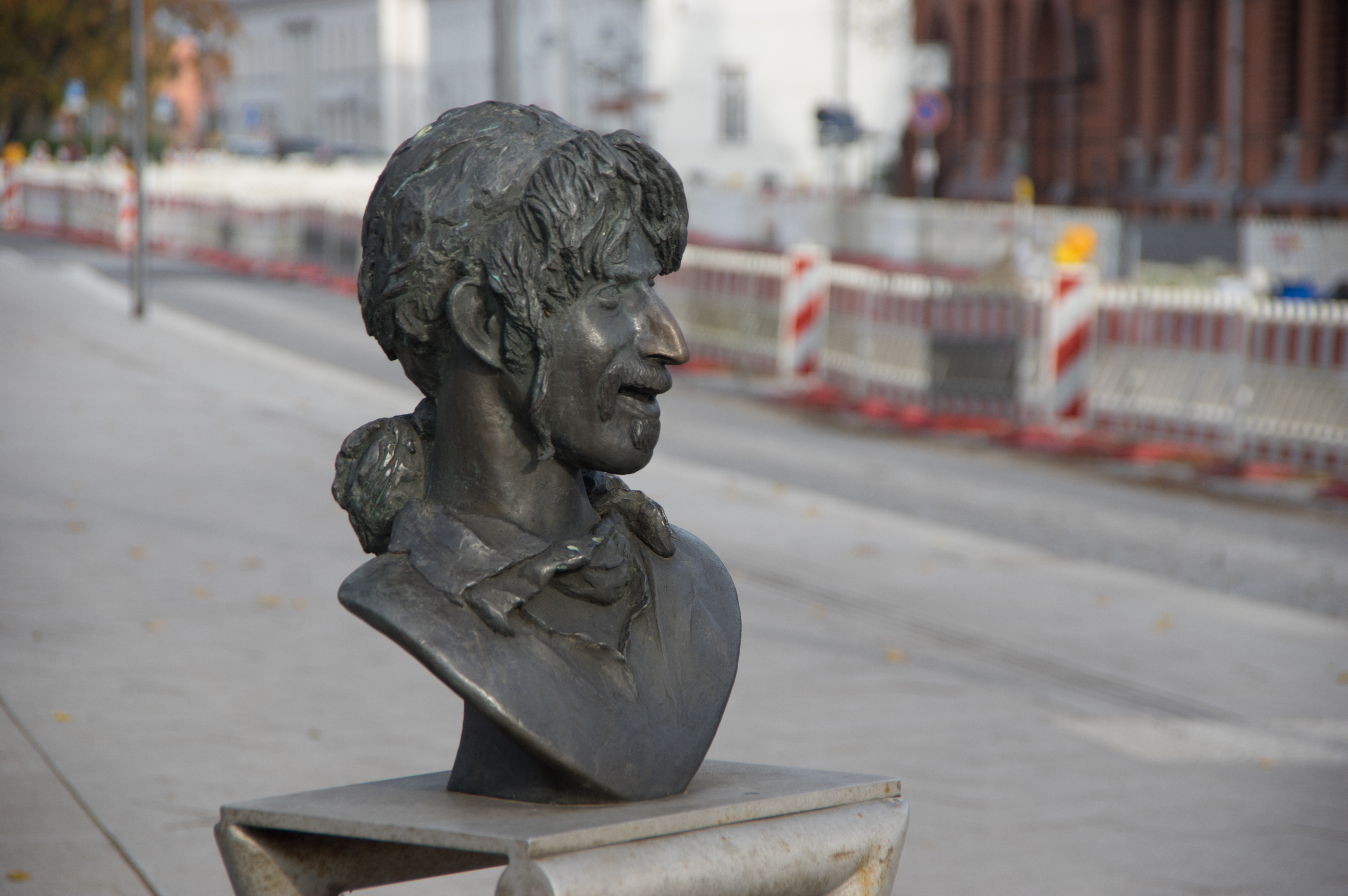
Frank Zappa – Denkmal von Václav Česák in Bad Doberan, dem Austragungsort der jährlichen Zappanale

In Bad Doberan findet seit 1990 die Zappanale statt, das größte Zappa-Festival weltweit. Neben ehemaligen Zappa-Musikern wie Mike Keneally, Ike Willis, Napoleon Murphy Brock, Jimmy Carl Black und anderen treten Zappa-Coverbands und von Zappa beeinflusste oder beeindruckte Musiker auf.

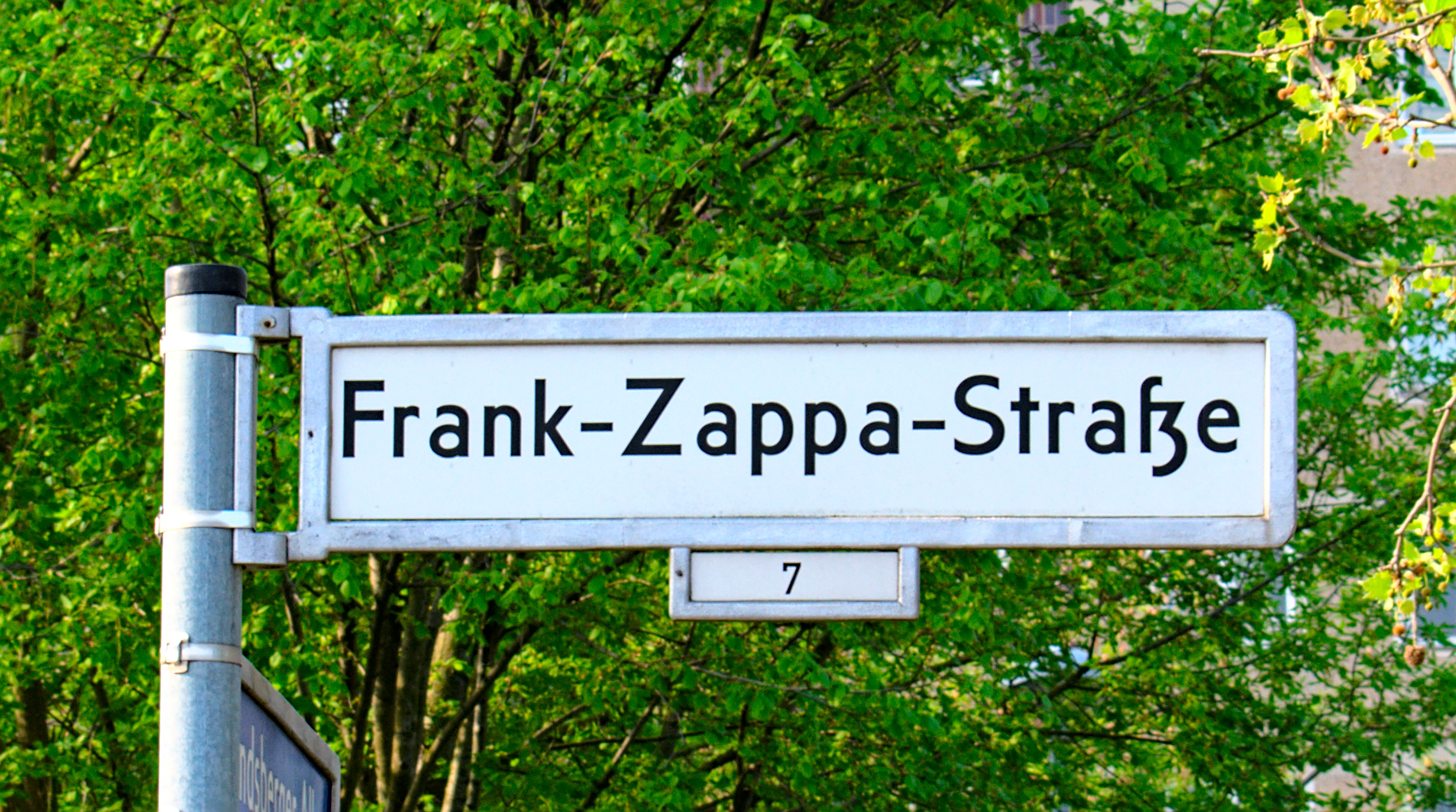
Frank-Zappa-Straße in Berlin-Marzahn

Im Berliner Bezirk Marzahn-Hellersdorf wurde am 28. Juli 2007 auf Initiative des Vereins ORWOhaus und auf Antrag der Partei Die Linke die 400 Meter lange „Straße 13“ nach Zappa benannt (Frank-Zappa-Straße). In der Straße steht ein Gebäude, das früher vom Filmhersteller ORWO genutzt wurde und in dem heute mehr als 150 Bands ihre Proberäume haben. Die NRW-Landeshauptstadt Düsseldorf zog 2016 nach: am 4. Juni eröffnete der Oberbürgermeister die neue Frank-Zappa-Straße im Stadtteil Flingern Nord.
Auch die Stadt Baltimore, in der Zappa geboren wurde, würdigte den Künstler: Im Jahr 2007 erklärte Bürgermeisterin Sheila Dixon den 9. August zum „Frank Zappa Day“. Im Mai 2008 sprach sich der Kunstausschuss von Baltimore dafür aus, in der Stadt ein Replikat der bronzenen Zappabüste aufzustellen, die seit 1995 in der litauischen Hauptstadt Vilnius steht.
Nach einem seiner Lieder benannte sich die einflussreiche tschechische Underground-Band Plastic People of the Universe. Es gibt weltweit eine Vielzahl Gruppen, die Zappas Werk in unterschiedlicher Weise beeinflusst hat. Zu ihnen gehören auch die Grandmothers, Klaus König Orchestra (Deutschland), Sammlas Mammas Manna (Schweden), Omnibus Wind Ensemble (Schweden), Ensemble Modern, Steve Vai, Mike Keneally, Sheik Yerbouti (Deutschland), Le Concert Impromptu & Bossini (Frankreich) und nicht zuletzt Zappas Sohn Dweezil Zappa, der in den Jahren 2006, 2007 und 2009 mit dem Projekt Zappa Plays Zappa auf Europatournee war und weiterhin Kompositionen seines Vaters interpretiert.
Auch in den Naturwissenschaften hat sich der Name Frank Zappas niedergeschlagen. Nach ihm benannt worden sind
- das Gen „ZapA Proteus mirabilis“,
- der Fisch „Zappa confluentus“,
- die Qualle „Phialella zappai“,
- die Molluske „Amauratoma zappa“,
- die Spinne „Pachygnatha zappa“,
- der Asteroid „(3834) Zappafrank“, der zwischen Mars und Jupiter im mittleren Hauptgürtel die Sonne umkreist[137] und
- das Bakterium „Propionibacterium acnes type Zappae“.

Eine Boeing 737-800 der Lauda Air mit dem Kennzeichen OE-LNR und der Seriennummer 33833 wurde im April 2005 ausgeliefert und „Frank Zappa“ getauft. 
Der Hamburger Comiczeichner Wittek setzte das Zappa-Album Joe’s Garage 1994 in einen sechsseitigen Comic um, der in dem Magazin Unangenehm veröffentlicht wurde. Nach dem Vorbild Cal Schenkels wurde dabei nichts gezeichnet, der gesamte Comic besteht aus Collagen.
Auf dem 2011 erschienenen Album I’m with You der Red Hot Chili Peppers erweist Leadsänger Anthony Kiedis den Mothers of Invention die Ehre, wenn er im Song Happiness Loves Company singt: „The Mothers of Invention are the best.“ In einem späteren Interview betont Kiedis, dass vor allem der Gitarrist der Gruppe, John Frusciante, ein großer Verehrer der Musik Frank Zappas ist.

## Diskografie
Studioalben

| Jahr | Titel Musiklabel                                                        | Höchstplatzierung, Gesamtwochen, AuszeichnungChartplatzierungen (Jahr, Titel, Musiklabel, Platzierungen, Wochen, Auszeichnungen, Anmerkungen) | Höchstplatzierung, Gesamtwochen, AuszeichnungChartplatzierungen (Jahr, Titel, Musiklabel, Platzierungen, Wochen, Auszeichnungen, Anmerkungen) | Höchstplatzierung, Gesamtwochen, AuszeichnungChartplatzierungen (Jahr, Titel, Musiklabel, Platzierungen, Wochen, Auszeichnungen, Anmerkungen) | Höchstplatzierung, Gesamtwochen, AuszeichnungChartplatzierungen (Jahr, Titel, Musiklabel, Platzierungen, Wochen, Auszeichnungen, Anmerkungen) | Höchstplatzierung, Gesamtwochen, AuszeichnungChartplatzierungen (Jahr, Titel, Musiklabel, Platzierungen, Wochen, Auszeichnungen, Anmerkungen) | Anmerkungen |
| Jahr | Titel Musiklabel                                                        | DE | AT | CH | UK | US | Anmerkungen |
| ---- | ----------------------------------------------------------------------- | --- | --- | --- | --- | --- | --- |
| 1966 | Freak Out! Verve Records                                                | — | — | — | — | US130 (23 Wo.)US | Erstveröffentlichung: 27. Juni 1966 mit The Mothers of Invention |
| 1967 | Absolutely Free Verve Records                                           | — | — | — | — | US41 (22 Wo.)US | Erstveröffentlichung: 26. Juni 1967 mit The Mothers of Invention |
| 1968 | We’re Only in It for the Money Verve Records                            | — | — | — | UK31 (5 Wo.)UK | US30 (… Wo.)US | Erstveröffentlichung: 4. März 1968 mit The Mothers of Invention |
| 1968 | Lumpy Gravy Verve Records                                               | — | — | — | — | US159 (… Wo.)US | Erstveröffentlichung: 13. Mai 1968 mit Abnuceals Emuukha Electric Symphony Orchestra                                                                                   |
| 1968 | Cruising with Ruben & the Jets Verve Records                            | — | — | — | — | US110 (12 Wo.)US | Erstveröffentlichung: 2. Dezember 1968 mit The Mothers of Invention |
| 1969 | Mothermania Verve Records                                               | — | — | — | — | US151 (9 Wo.)US | Erstveröffentlichung: 24. März 1969 mit The Mothers of Invention |
| 1969 | Uncle Meat Bizarre Records                                              | — | — | — | — | US43 (11 Wo.)US | Erstveröffentlichung: 21. April 1969 mit The Mothers of Invention |
| 1969 | Hot Rats Bizarre Records                                                | DE45 (1 Wo.)DE | — | — | UK9 (29 Wo.)UK | US173 (6 Wo.)US | Erstveröffentlichung: 15. Oktober 1969 |
| 1970 | Burnt Weeny Sandwich Bizarre Records                                    | — | — | — | UK17 (3 Wo.)UK | US94 (8 Wo.)US | Erstveröffentlichung: Februar 1970 mit The Mothers of Invention |
| 1970 | Weasels Ripped My Flesh Bizarre Records                                 | — | — | — | UK28 (4 Wo.)UK | US189 (3 Wo.)US | Erstveröffentlichung: 10. August 1970 mit The Mothers of Invention |
| 1970 | Chunga’s Revenge Bizarre Records                                        | — | — | — | UK43 (1 Wo.)UK | US119 (14 Wo.)US | Erstveröffentlichung: Herbst 1970 |
| 1972 | Waka/Jawaka Bizarre Records                                             | DE24 (2 Wo.)DE | — | — | — | US152 (7 Wo.)US | Erstveröffentlichung: 5. Juli 1972 |
| 1973 | Over-Nite Sensation DiscReet Records                                    | DE21 (1 Wo.)DE | AT68 (1 Wo.)AT | — | — | US32 Gold · (50 Wo.)US | Erstveröffentlichung: 7. September 1973 mit The Mothers of Invention Wiederveröffentlichung: 17. November 2023 (50th Anniversary) in DE und AT erst 2023 in den Charts |
| 1974 | Apostrophe (’) DiscReet Records                                         | DE7 (1 Wo.)DE | AT31 (1 Wo.)AT | CH30 (1 Wo.)CH | — | US10 Gold · (43 Wo.)US | Erstveröffentlichung: 22. April 1974 Wiederveröffentlichung: 13. September 2024 (50th Anniversary) in DE und CH erst 2024 in den Charts                                |
| 1975 | One Size Fits All DiscReet Records                                      | — | — | — | — | US26 (12 Wo.)US | Erstveröffentlichung: 25. Juni 1975 mit The Mothers of Invention |
| 1975 | Bongo Fury DiscReet Records                                             | — | — | — | — | US66 (8 Wo.)US | Erstveröffentlichung: 2. Oktober 1975 mit Captain Beefheart und The Mothers of Invention                                                                               |
| 1976 | Zoot Allures Warner Bros. Records                                       | — | — | — | UK— SilberUK | US61 (13 Wo.)US | Erstveröffentlichung: 20. Oktober 1976 |
| 1978 | Studio Tan DiscReet Records                                             | — | — | — | — | US147 (6 Wo.)US | Erstveröffentlichung: September 1978 |
| 1979 | Sleep Dirt DiscReet Records                                             | — | — | — | — | US175 (4 Wo.)US | Erstveröffentlichung: 12. Januar 1979 |
| 1979 | Orchestral Favorites DiscReet Records                                   | DE48 (1 Wo.)DE | — | CH77 (1 Wo.)CH | — | US168 (4 Wo.)US | Erstveröffentlichung: 4. Mai 1979 |
| 1979 | Joe’s Garage Act I Zappa Records                                        | DE41 (1 Wo.)DE | AT8 (8 Wo.)AT | — | UK62 (3 Wo.)UK | US27 (25 Wo.)US | Erstveröffentlichung: 3. September 1979 |
| 1979 | Joe’s Garage Acts II & III Zappa Records                                | DE31 (33 Wo.)DE | AT9 (10 Wo.)AT | — | UK75 (1 Wo.)UK | US53 (12 Wo.)US | Erstveröffentlichung: 19. November 1979 |
| 1981 | You Are What You Is Barking Pumpkin Records                             | — | — | — | UK51 (2 Wo.)UK | US93 (7 Wo.)US | Erstveröffentlichung: 23. September 1981 |
| 1982 | Ship Arriving Too Late to Save a Drowning Witch Barking Pumpkin Records | DE65 (1 Wo.)DE | — | — | UK61 (4 Wo.)UK | US23 (22 Wo.)US | Erstveröffentlichung: 3. Mai 1982 |
| 1983 | The Man from Utopia Barking Pumpkin Records                             | — | — | — | UK87 (1 Wo.)UK | US153 (5 Wo.)US | Erstveröffentlichung: 28. März 1983 |
| 1984 | Them or Us Barking Pumpkin Records                                      | DE42 (4 Wo.)DE | — | — | UK53 (2 Wo.)UK | — | Erstveröffentlichung: Dezember 1984 |
| 1985 | Frank Zappa Meets the Mothers of Prevention Barking Pumpkin Records     | — | — | — | — | US153 (6 Wo.)US | Erstveröffentlichung: November 1985 |
| 1988 | Guitar Barking Pumpkin Records                                          | DE40 (5 Wo.)DE | AT25 (2 Wo.)AT | — | UK82 (2 Wo.)UK | — | Erstveröffentlichung: April 1988 |
| 1993 | The Yellow Shark Barking Pumpkin Records                                | DE61 (8 Wo.)DE | AT30 (1 Wo.)AT | — | — | — | Erstveröffentlichung: Oktober 1993 mit Ensemble Modern |
| 1994 | Civilization Phaze III Barking Pumpkin Records                          | DE87 (5 Wo.)DE | — | — | — | — | Erstveröffentlichung: Dezember 1994 |

grau schraffiert: keine Chartdaten aus diesem Jahr verfügbar
In der folgenden Liste sind alle Alben Zappas erfasst, die entweder von Frank Zappa selbst oder vom Zappa Family Trust produziert oder genehmigt worden sind.
- Freak Out! – Juli 1966
- Absolutely Free – Mai 1967
- We’re Only in It for the Money – Januar 1968
- Lumpy Gravy – Mai 1968
- Cruising with Ruben & the Jets – November 1968
- Uncle Meat – April 1969
- Mothermania – April 1969
- Hot Rats – Oktober 1969
- Burnt Weeny Sandwich – Februar 1970
- Weasels Ripped My Flesh – September 1970
- Chunga’s Revenge – Oktober 1970
- Fillmore East, June 1971 – August 1971
- 200 Motels – Oktober 1971
- Just Another Band from L.A. – März 1972
- Waka/Jawaka – Juli 1972
- The Grand Wazoo – Dezember 1972
- Over-Nite Sensation – Juni 1973
- Apostrophe (’) – April 1974
- Roxy & Elsewhere – September 1974
- One Size Fits All – Juni 1975
- Bongo Fury – Juni 1975
- Zoot Allures – Oktober 1976
- Zappa in New York – März 1978
- Studio Tan – September 1978
- Sleep Dirt – Januar 1979
- Sheik Yerbouti – Februar 1979
- Orchestral Favorites – Mai 1979
- Joe’s Garage, Act I – September 1979
- Joe’s Garage, Act II & III – November 1979
- Tinsel Town Rebellion – Mai 1981
- Shut Up ’n Play Yer Guitar – Mai 1981
- Shut Up ’n Play Yer Guitar Some More – Mai 1981
- Return of the Son of Shut Up ’n Play Yer Guitar – Mai 1981
- You Are What You Is – September 1981
- Ship Arriving Too Late to Save a Drowning Witch – Mai 1982
- The Man from Utopia – März 1983
- Baby Snakes – März 1983
- London Symphony Orchestra, Vol. 1 – Juni 1983
- Boulez Conducts Zappa: The Perfect Stranger – August 1984
- Them or Us – Oktober 1984
- Thing-Fish – November 1984
- Francesco Zappa – November 1984
- The Old Masters Box 1 – April 1985
- FZ Meets the Mothers of Prevention – November 1985
- FZ Meets the Mothers of Prevention, European Version – 1986
- Does Humor Belong in Music? – Januar 1986
- Jazz from Hell – November 1986
- The Old Masters Box 2 – November 1986
- London Symphony Orchestra Volume II – September 1987
- The Old Masters Box 3 – Dezember 1987
- Guitar – April 1988
- You Can’t Do That on Stage Anymore Volume I – Mai 1988
- You Can’t Do That on Stage Anymore Volume II – Juli 1988
- Broadway the Hard Way – Oktober 1988
- You Can’t Do That on Stage Anymore Volume III – November 1989
- The Best Band You Never Heard in Your Life – April 1991
- You Can’t Do That on Stage Anymore Volume IV – Mai 1991
- Make a Jazz Noise Here – Juni 1991
- You Can’t Do That on Stage Anymore Volume V – Juli 1992
- You Can’t Do That on Stage Anymore Volume VI – Juli 1992
- Playground Psychotics – Oktober 1992
- Ahead of Their Time – März 1993
- The Yellow Shark – Oktober 1993 (zusammen mit dem Ensemble Modern)

Offizielle Veröffentlichungen nach Zappas Tod:
- Civilization Phaze III – Dezember 1994
- The Lost Episodes – Februar 1996
- Läther – September 1996
- Frank Zappa Plays the Music of Frank Zappa: A Memorial Tribute – Oktober 1996
- Have I Offended Someone? – April 1997
- Mystery Disc – September 1998
- Everything Is Healing Nicely – Dezember 1999
- FZ:OZ – August 2002
- Halloween – Februar 2003 (DVD-Audio)
- Joe’s Corsage – Mai 2004
- Joe’s Domage – September 2004
- QuAUDIOPHILIAc – Oktober 2004 (DVD-Audio)
- Joe’s XMasage – Dezember 2005
- Imaginary Diseases – Januar 2006
- Trance-Fusion – Oktober 2006
- The MOFO Project/Object – Dezember 2006 (4-CD)
- The MOFO Project/Object – Dezember 2006 (2-CD)
- Buffalo – April 2007
- The Dub Room Special! – September 2007
- Wazoo – Oktober 2007
- One Shot Deal – Juni 2008
- Philly ’76 – Dezember 2009 (2-CD)
- Congress Shall Make No Law – September 2010
- Hammersmith Odeon – November 2010 (3-CD)
- Finer Moments – Dezember 2012 (2-CD)
- Joe’s Camouflage – Januar 2014 (CD)
- Dance Me This – Juni 2015 (das finale, 100. Album im Katalog)[139]
- Roxy – The Soundtrack – Oktober 2015
- Frank Zappa: 200 Motels – The Suites – November 2015
- Road Tapes, Venue #3 – Mai 2016
- The Crux Of The Biscuit – Juli 2016
- Frank Zappa For President – Juli 2016
- ZAPPAtite (Frank Zappa’s Tastiest Tracks) – September 2016
- Meat Light – The Uncle Meat Project/Object Audio Documentary – November 2016
- Little Dots – November 2016
- Chicago ’78 – November 2016
- Halloween 77 (Box Set) – Oktober 2017
- Halloween 77 (3-CD) – Oktober 2017
- The Roxy Performances – Februar 2018
- Zappa in New York – 40th Anniversary Deluxe Edition – März 2019
- Zappa – November 2020
- The Mothers 1971 (8-CD) – (Super Deluxe Boxset) – März 2022

Ein Drudel auf dem Cover der LP von 1982 Ship Arriving Too Late to Save a Drowning Witch

### Beat the Boots – die offiziellen Bootlegs
Frank Zappa wurde häufig das Opfer von Bootleggern. Zappa ging das Problem auf seine Weise an: Langwierige Streitereien auf dem Rechtsweg vermeidend, gründete er mit Rhino-Records das Label Foo-Eee und kopierte nun seinerseits eine Auswahl von 15 bekannten Bootlegs einschließlich der Albumtitel und Coverdesigns. So entstand 1991 die Beat the Boots-Serie, die – verteilt auf LPs und CDs – besagte 15 Bootleg-Alben enthält:
(Beat the Boots I+II jeweils als LP-Box, Beat the Boots I als einzelne CDs und Beat the Boots II als CD-Box).
Aufgrund der hohen Anzahl aller je im Umlauf gewesenen Bootlegs kann hier keine vollständige Liste wiedergegeben werden (siehe hierzu Weblinks und andere im Internet zu findende Zappa-Kataloge). An dieser Stelle seien daher lediglich die von Frank Zappa durch seine Veröffentlichung „geadelten“ Werke genannt und kurz mit Aufnahmeort und -jahr erläutert.
| - Beat the Boots I – 1991, enthält: - Frank Zappa: As An Am – Köln 1982, New York 1981 - The Mothers of Invention: The Ark – Boston 1968 - Frank Zappa: Freaks & Motherfu**** – Los Angeles 1970 - Zappa/Mothers: Unmitigated Audacity – South Bend/Indiana 1974 - Frank Zappa: Anyway the Wind Blows # 1+2 – Paris 1979 - The Mothers of Invention: ’Tis the Season to Be Jelly – Stockholm 1967 - Frank Zappa: Saarbrücken 1978 – Saarbrücken 1978 - Frank Zappa: Piquantique – Stockholm 1973 | - Beat the Boots II – 1991, enthält: - Zappa/Mothers: Disconnected Synapses – Paris 1970 - Zappa/Mothers: Tengo na minchia tanta – New York 1970 - Zappa/Mothers: Electric Aunt Jemima – Amsterdam, Denver, Essen 1968 - Frank Zappa: At the Circus – München 1978 - Zappa/Mothers: Swiss Cheese/Fire! – Montreux 1971 - Zappa/Mothers: Our Man in Nirvana – Fullerton/Kalifornien 1968 - Frank Zappa: Conceptual Continuity – Detroit 1976 |

### Zappa auf Rykodisc
Das Tonträgerunternehmen Rykodisc erwarb das Recht, die bis zu Zappas Tod erschienenen Alben zu veröffentlichen und aus diesem Material auch neue Sampler und Mehrfachboxen herauszubringen. Letztere werden in der folgenden Liste aufgeführt.
- Strictly Commercial – August 1995
- Strictly Genteel – Mai 1997
- Cheap Thrills – April 1998
- Son of Cheap Thrills – April 1999
- Threesome No. 1 – April 2002 (enthält Freak Out, Absolutely Free, We’re Only in It for the Money)
- Threesome No. 2 – April 2002 (enthält Hot Rats, Waka/Jawaka, The Grand Wazoo)
- The Best of Frank Zappa – November 2004
- Zappa Catalog (enthält sämtliche Zappa-Werk-Alben und die hier gelisteten Ryko-Sampler)

## Veröffentlichungen

### Video-Veröffentlichungen
Ausschließlich Kinofilme und Kauf-Videos, die von Frank Zappa oder vom Zappa Family Trust produziert oder genehmigt worden sind.
- 200 Motels – Oktober 1971 (VHS, DVD)
- Baby Snakes – Dezember 1979 (VHS, DVD)
- The Dub Room Special! – Oktober 1982 (VHS, DVD)
- Does Humor Belong in Music? – Januar 1985 (VHS, DVD)
- Video from Hell – Januar 1987 (VHS)
- Uncle Meat – Januar 1988 (VHS)
- The True Story of 200 Motels – Januar 1989 (VHS)
- The Amazing Mr. Bickford – Mai 1989 (VHS)
- Apostrophe(’) / Over-Nite Sensation – 2007 (DVD)
- The Torture Never Stops – Mai 2008 (DVD)
- A Token of His Extreme – Juni 2013 (DVD)
- Roxy: The Movie – Oktober 2015 (DVD und Blu-ray Disc)
- Frank Zappa – Eat That Question – Dezember 2016, Kinofilm von Thorsten Schütte
- Zappa – 2020 (USA), Regie: Alex Winter. Veröffentlicht am 27. November 2020. Mit bisher unveröffentlichtem Material aus Zappas persönlichem Archiv, zu dem ihm der Zappa Family Trust Zugang gewährt hat.[140]

### Buchveröffentlichungen
- Frank Zappa, Ian Underwood: The Frank Zappa Songbook, Vol. 1. Frank Zappa Music Inc./Munchkin Music Co., Los Angeles 1973.
- Frank Zappa, Carl Weissner: Plastic People. Zweitausendeins, Frankfurt 1977.
- Frank Zappa, Carl Weissner: Plastic People Songbuch. Corrected Copy. Zweitausendeins, Frankfurt am Main 1977. Liedtexte von Freak Out! bis Bongo Fury im Original von Frank Zappa korrigiert und übersetzt von Carl Weissner.
- Frank Zappa, Steve Vai: The Frank Zappa Guitar Book. Hal Leonard, Milwaukee 1982, ISBN 0-7119-0223-2.
- Frank Zappa: Them or Us (The Book). Barfko Swill, Los Angeles 1984.
- Frank Zappa, Peter Occhiogrosso: The Real Frank Zappa Book. Poseidon Press, New York 1989, ISBN 0-671-63870-X. Autobiografie Zappas, auf Deutsch erschienen unter I Am the American Dream. Wilhelm Goldmann Verlag, München 1991, ISBN 3-442-32536-6.
- Frank Zappa, Carl Weissner: Zonx, Texte 1977–1994. Zweitausendeins, Frankfurt am Main 1996, ISBN 3-86150-179-1. Liedtexte von Zoot Allures bis You Can’t Do That on Stage Anymore Volume IV im Original und übersetzt von Carl Weissner.
- Frank Zappa, Andy Aledort: Hot Rats. Hal Leonard, Milwaukee 2001, ISBN 0-634-02152-4.
- Frank Zappa, Andy Aledort: Apostrophe ('). Hal Leonard, Milwaukee 2002, ISBN 0-634-03321-2.

### Tribute
- Jean-Luc Ponty: King Kong: Jean-Luc Ponty Plays the Music of Frank Zappa (1970)
- BRT Big Band: The BRT Big Band Plays Frank Zappa (1990)
- Yahonza: Yahozna Plays Zappa (1992)
- Joel Thome/Orchestra of Our Time: Zappa’s Universe – A Celebration of 25 Years of Frank Zappa’s Music(1993)
- Harmonia Ensemble: Harmonia Meets Zappa (1994)
- Omnibus Wind Ensemble: Music by Frank Zappa (1995)
- Muffin Men: Frankincense: The Muffin Men Play Zappa (1997)
- The Ed Palermo Big Band: Plays the Music of Frank Zappa (1997)
- CoCö Anderson: Dischordancies Abundant (1997)
- The Persuasions: Frankly a cappella (2000)
- Ensemble Ambrosius: The Zappa Album (2000)
- Bohuslän Big Band: Bohuslän Big Band Plays Frank Zappa (2000)
- Gotan Project: Chunga’s Revenge (auf La Revancha del Tango) (2001)
- Ensemble Modern: Ensemble Modern Plays Frank Zappa: Greggery Peccary & Other Persuasions (2003)
- UMO Jazz Orchestra: UMO Plays Frank Zappa Feat. Marzi Nyman (2003)
- Colin Towns & NDR Bigband: Frank Zappa’s Hot Licks (And Funny Smells) (2004)
- Lemme Take You to the Beach: Surf Instrumental Bands Playing the Music of Zappa (Cordelia Records, 2005)
- The Ed Palermo Big Band: Take Your Clothes Off When You Dance (2006)
- Inventionis Mater: Does Humor Belong in Classical Music? (2012)
- Inventionis Mater: Kong’s Revenge (2014)
- The Ed Palermo Big Band: Oh No! Not Jazz!! (Cuneiform Records 2014) auch mit eigenen Kompositionen von Ed Palermo
- Inventionis Mater: Zapping (2016)
- Inventionis Mater Trio (feat. Napoleon Murphy Brock): Live auf „Zappa spielt für Bach“ (2018).

## Filmografie

### Film
- The World’s Greatest Sinner – Juni 1962 (USA), Filmmusik von Frank Zappa
- Run Home Slow – 15. Dezember 1965 (USA), Filmmusik von Frank Zappa
- The Monkees – Head – 1968 (USA), Gastrolle als Frank Zappa mit einer Kuh

### Fernsehen
- Miami Vice – 1984 (USA), Gastrolle als Mario Fuente
- The Mike Douglas Show – 1976 (USA), Gaststar: Frank Zappa
- Inca Roads – 1974 (USA), FZ / The Mothers of Invention